# Liste des chapelles des Côtes-d'Armor
La liste des chapelles des Côtes-d'Armor présente les chapelles de culte catholique situées sur le territoire des communes du départements français des Côtes-d'Armor.
Il est fait état des diverses protections dont elles peuvent bénéficier, et notamment les inscriptions et classements au titre des monuments historiques.
Toutes sont situées dans le diocèse de Saint-Brieuc et Tréguier.

## Liste
| Chapelle                                                                                | Commune                           | Adresse | Coordonnées                        | Notice         | Protection                                                                                       | Date | Illustration                                                                            |
| --------------------------------------------------------------------------------------- | --------------------------------- | ------- | ---------------------------------- | -------------- | ------------------------------------------------------------------------------------------------ | ---- | --------------------------------------------------------------------------------------- |
| Chapelle Sainte-Anne d'Allineuc                                                         | Allineuc                          |         | 48° 20′ 15″ nord, 2° 52′ 59″ ouest | « IA00124758 » |                                                                                                  |      | Image manquante Téléverser                                                              |
| Chapelle Notre-Dame-de-Bon-Secours d'Allineuc                                           | Allineuc                          |         | 48° 19′ 10″ nord, 2° 54′ 26″ ouest |                |                                                                                                  |      | Image manquante Téléverser                                                              |
| Chapelle du Saint-Esprit d'Andel                                                        | Andel                             |         | 48° 29′ 29″ nord, 2° 34′ 03″ ouest |                |                                                                                                  |      | Chapelle du Saint-Esprit d'Andel                                                        |
| Chapelle de Locmaria de Belle-Isle-en-Terre                                             | Belle-Isle-en-Terre               |         | 48° 32′ 44″ nord, 3° 23′ 36″ ouest | « PA00089023 » | Classé MH                                                                                        | 1928 | Chapelle de Locmaria de Belle-Isle-en-Terre                                             |
| Chapelle Notre-Dame-de-Comfort                                                          | Berhet                            |         | 48° 41′ 42″ nord, 3° 19′ 02″ ouest | « PA00089024 » | Classé MH                                                                                        | 1922 | Chapelle Notre-Dame-de-Comfort                                                          |
| Chapelle Notre-Dame-d'Espérance d'Étables-sur-Mer                                       | Binic-Étables-sur-Mer             |         | 48° 37′ 59″ nord, 2° 49′ 24″ ouest |                |                                                                                                  |      | Chapelle Notre-Dame-d'Espérance d'Étables-sur-Mer                                       |
| Chapelle Saint-Gilles de la Ville Jacob                                                 | Binic-Étables-sur-Mer             |         | 48° 36′ 15″ nord, 2° 51′ 18″ ouest |                |                                                                                                  |      | Chapelle Saint-Gilles de la Ville Jacob                                                 |
| Chapelle Notre-Dame de Rosquelfen                                                       | Bon Repos sur Blavet              |         | 48° 13′ 35″ nord, 3° 09′ 43″ ouest | « PA22000040 » | Inscrit MH                                                                                       | 2014 | Chapelle Notre-Dame de Rosquelfen                                                       |
| Chapelle Notre-Dame-de-Gwirmané de Perret                                               | Bon Repos sur Blavet              |         | 48° 10′ 35″ nord, 3° 09′ 55″ ouest |                |                                                                                                  |      | Image manquante Téléverser                                                              |
| Chapelle Notre-Dame-des-Champs du Mané                                                  | Bon Repos sur Blavet              |         | 48° 13′ 31″ nord, 3° 05′ 15″ ouest |                |                                                                                                  |      | Image manquante Téléverser                                                              |
| Chapelle Saint-Gildas de Laniscat                                                       | Bon Repos sur Blavet              |         | 48° 14′ 46″ nord, 3° 06′ 45″ ouest |                |                                                                                                  |      | Image manquante Téléverser                                                              |
| Chapelle Saint-Mathurin de Trozulon                                                     | Bon Repos sur Blavet              |         | 48° 15′ 21″ nord, 3° 09′ 08″ ouest |                |                                                                                                  |      | Image manquante Téléverser                                                              |
| Chapelle Notre-Dame-de-Pitié de Boqueho                                                 | Boqueho                           |         | 48° 28′ 33″ nord, 2° 59′ 02″ ouest | « PA00089025 » | Classé MH                                                                                        | 1946 | Chapelle Notre-Dame-de-Pitié de Boqueho                                                 |
| Chapelle Notre-Dame du Danouët                                                          | Bourbriac                         |         | 48° 27′ 45″ nord, 3° 11′ 06″ ouest | « PA00089029 » | Inscrit MH                                                                                       | 1964 | Chapelle Notre-Dame du Danouët                                                          |
| Chapelle de Saint-Houarneau                                                             | Bourbriac                         |         | 48° 26′ 57″ nord, 3° 13′ 40″ ouest | « PA00089030 » | Inscrit MH Les façades et les toitures                                                           | 1964 | Chapelle de Saint-Houarneau                                                             |
| Chapelle Notre-Dame de la Boitardais                                                    | Bourseul                          |         | 48° 30′ 14″ nord, 2° 14′ 46″ ouest |                |                                                                                                  |      | Image manquante Téléverser                                                              |
| Chapelle Saint-Méen de Saint-Méen                                                       | Bourseul                          |         | 48° 27′ 02″ nord, 2° 16′ 07″ ouest |                |                                                                                                  |      | Image manquante Téléverser                                                              |
| Chapelle de Leslian                                                                     | Broons                            |         | 48° 19′ 11″ nord, 2° 13′ 36″ ouest |                |                                                                                                  |      | Chapelle de Leslian                                                                     |
| Chapelle des Filles de Sainte-Marie de la Présentation de Broons                        | Broons                            |         | 48° 19′ 09″ nord, 2° 15′ 51″ ouest |                |                                                                                                  |      | Chapelle des Filles de Sainte-Marie de la Présentation de Broons                        |
| Chapelle Saint-Pabu-Saint-Tugdual de Kerbiguet                                          | Brélidy                           |         | 48° 38′ 49″ nord, 3° 13′ 58″ ouest | « IA00003959 » |                                                                                                  |      | Image manquante Téléverser                                                              |
| Chapelle Saint-Blaise de Bulat-Pestivien                                                | Bulat-Pestivien                   |         | 48° 25′ 43″ nord, 3° 19′ 59″ ouest | « PA00089043 » | Inscrit MH                                                                                       | 1964 | Chapelle Saint-Blaise de Bulat-Pestivien                                                |
| Chapelle Sainte-Anne de Bulat-Pestivien                                                 | Bulat-Pestivien                   |         | 48° 26′ 00″ nord, 3° 21′ 34″ ouest | « IA00003263 » |                                                                                                  |      | Chapelle Sainte-Anne de Bulat-Pestivien                                                 |
| Chapelle Saint-Joseph de Bulat-Pestivien                                                | Bulat-Pestivien                   |         | 48° 25′ 42″ nord, 3° 20′ 00″ ouest |                |                                                                                                  |      | Image manquante Téléverser                                                              |
| Chapelle de Botlézan                                                                    | Bégard                            |         | 48° 37′ 20″ nord, 3° 19′ 32″ ouest | « PA00089018 » | Classé MH                                                                                        | 1981 | Chapelle de Botlézan                                                                    |
| Chapelle Saint-Maur de Calanhel                                                         | Calanhel                          |         | 48° 27′ 11″ nord, 3° 29′ 01″ ouest | « IA00003266 » |                                                                                                  |      | Chapelle Saint-Maur de Calanhel                                                         |
| Chapelle Sainte-Barbe de Callac                                                         | Callac                            |         | 48° 24′ 26″ nord, 3° 25′ 39″ ouest | « IA00003277 » |                                                                                                  |      | Chapelle Sainte-Barbe de Callac                                                         |
| Chapelle Saint-Nicolas de Saint-Nicolas (Côtes-d'Armor)                                 | Camlez                            |         | 48° 47′ 10″ nord, 3° 19′ 38″ ouest |                |                                                                                                  |      | Image manquante Téléverser                                                              |
| Chapelle de la Trinité de Canihuel                                                      | Canihuel                          |         | 48° 21′ 54″ nord, 3° 02′ 34″ ouest | « PA00089049 » | Inscrit MH                                                                                       | 1972 | Chapelle de la Trinité de Canihuel                                                      |
| Chapelle Saint-Gildas de Carnoët                                                        | Carnoët                           |         | 48° 22′ 19″ nord, 3° 32′ 16″ ouest | « PA00089054 » | Classé MH                                                                                        | 1972 | Chapelle Saint-Gildas de Carnoët                                                        |
| Chapelle Notre-Dame et moulin du Pénity                                                 | Carnoët                           |         | 48° 21′ 48″ nord, 3° 28′ 41″ ouest | « PA00089055 » | Inscrit MH                                                                                       | 1927 | Chapelle Notre-Dame et moulin du Pénity                                                 |
| Chapelle de la Ville-Chevalier                                                          | Châtelaudren-Plouagat             |         | 48° 33′ 55″ nord, 2° 57′ 50″ ouest |                |                                                                                                  |      | Chapelle de la Ville-Chevalier                                                          |
| Chapelle Notre-Dame de Lochrist                                                         | Coatréven                         |         | 48° 45′ 30″ nord, 3° 18′ 10″ ouest |                |                                                                                                  |      | Image manquante Téléverser                                                              |
| Grande chapelle de la Maison mère de la Divine-Providence de Créhen                     | Créhen                            |         | 48° 32′ 39″ nord, 2° 12′ 41″ ouest |                |                                                                                                  |      | Image manquante Téléverser                                                              |
| Chapelle Saint Joachim de Dinan                                                         | Dinan                             |         | 48° 27′ 28″ nord, 2° 02′ 31″ ouest |                |                                                                                                  |      | Chapelle Saint Joachim de Dinan                                                         |
| Chapelle du couvent des Bénédictines de Dinan                                           | Dinan                             |         | 48° 27′ 06″ nord, 2° 02′ 33″ ouest |                |                                                                                                  |      | Image manquante Téléverser                                                              |
| Chapelle du couvent des Catherinettes ou Dominicaines de Dinan                          | Dinan                             |         | 48° 27′ 11″ nord, 2° 02′ 25″ ouest |                |                                                                                                  |      | Chapelle du couvent des Catherinettes ou Dominicaines de Dinan                          |
| Chapelle du couvent des Jacobins de Dinan                                               | Dinan                             |         | à géolocaliser                     |                |                                                                                                  |      | Image manquante Téléverser                                                              |
| Chapelle Notre-Dame-des-Affligés de Dinan                                               | Dinan                             |         | à géolocaliser                     |                |                                                                                                  |      | Image manquante Téléverser                                                              |
| Chapelle l'Écuyer de Dinan                                                              | Dinan                             |         | 48° 27′ 30″ nord, 2° 02′ 58″ ouest |                |                                                                                                  |      | Chapelle l'Écuyer de Dinan                                                              |
| Chapelle des Pêcheurs d'Erquy                                                           | Erquy                             |         | 48° 37′ 40″ nord, 2° 27′ 30″ ouest | « IA22004014 » |                                                                                                  |      | Chapelle des Pêcheurs d'Erquy                                                           |
| Chapelle Saint-Michel de Rochecoul dite aussi chapelle de la Roche-au-Nay, des Hôpitaux | Erquy                             |         | 48° 39′ 19″ nord, 2° 25′ 31″ ouest | « IA22004211 » |                                                                                                  |      | Chapelle Saint-Michel de Rochecoul dite aussi chapelle de la Roche-au-Nay, des Hôpitaux |
| Chapelle Saint-Pabu de Saint-Pabu                                                       | Erquy                             |         | 48° 36′ 04″ nord, 2° 29′ 31″ ouest |                |                                                                                                  |      | Image manquante Téléverser                                                              |
| Chapelle Saint-Sébastien de Pléhérel                                                    | Fréhel                            |         | 48° 36′ 25″ nord, 2° 21′ 44″ ouest | « PA00089156 » | Inscrit MH                                                                                       | 1928 | Chapelle Saint-Sébastien de Pléhérel                                                    |
| Chapelle Saint-Hilaire de Pléhérel                                                      | Fréhel                            |         | 48° 39′ 15″ nord, 2° 22′ 02″ ouest | « IA22004261 » |                                                                                                  |      | Chapelle Saint-Hilaire de Pléhérel                                                      |
| Chapelle Notre-Dame-des-Sables de Sables-d'Or-les-Pins                                  | Fréhel                            |         | 48° 38′ 20″ nord, 2° 24′ 03″ ouest |                |                                                                                                  |      | Chapelle Notre-Dame-des-Sables de Sables-d'Or-les-Pins                                  |
| Chapelle Saint-Nicolas de Gausson                                                       | Gausson                           |         | 48° 17′ 18″ nord, 2° 45′ 45″ ouest | « PA00089158 » | Inscrit MH                                                                                       | 1926 | Chapelle Saint-Nicolas de Gausson                                                       |
| Chapelle Saint-Michel de Saint-Michel (Côtes-d'Armor)                                   | Glomel                            |         | 48° 11′ 33″ nord, 3° 20′ 37″ ouest | « IA00004113 » |                                                                                                  |      | Chapelle Saint-Michel de Saint-Michel (Côtes-d'Armor)                                   |
| Chapelle Sainte-Christine de Glomel                                                     | Glomel                            |         | 48° 12′ 39″ nord, 3° 21′ 17″ ouest | « IA00004112 » |                                                                                                  |      | Chapelle Sainte-Christine de Glomel                                                     |
| Chapelle Saint-Conogan de Glomel                                                        | Glomel                            |         | 48° 12′ 31″ nord, 3° 24′ 27″ ouest | « IA00004098 » |                                                                                                  |      | Chapelle Saint-Conogan de Glomel                                                        |
| Chapelle Notre-Dame de Douarnec                                                         | Gommenec'h                        |         | 48° 38′ 21″ nord, 3° 02′ 57″ ouest | « PA00089166 » | Inscrit MH                                                                                       | 1950 | Chapelle Notre-Dame de Douarnec                                                         |
| Chapelle Saint-Gilles de Gouarec                                                        | Gouarec                           |         | 48° 13′ 52″ nord, 3° 11′ 11″ ouest | « PA00089167 » | Inscrit MH                                                                                       | 1926 | Chapelle Saint-Gilles de Gouarec                                                        |
| Chapelle Notre-Dame-de-l'Isle de Goudelin                                               | Goudelin                          |         | 48° 36′ 33″ nord, 3° 01′ 11″ ouest | « PA00089169 » | Classé MH Clocher et porche                                                                      | 1913 | Chapelle Notre-Dame-de-l'Isle de Goudelin                                               |
| Chapelle Saint-Jean-de-Kergrist de Saint-Jean                                           | Grâces                            |         | 48° 33′ 56″ nord, 3° 10′ 32″ ouest |                |                                                                                                  |      | Image manquante Téléverser                                                              |
| Chapelle Sainte-Suzanne de Mûr-de-Bretagne                                              | Guerlédan                         |         | 48° 12′ 09″ nord, 2° 59′ 23″ ouest | « PA00089349 » | Classé MH                                                                                        | 1952 | Chapelle Sainte-Suzanne de Mûr-de-Bretagne                                              |
| Chapelle Saint-Pabu de Saint-Guen                                                       | Guerlédan                         |         | 48° 13′ 03″ nord, 2° 54′ 59″ ouest | « PA00089629 » | Classé MH                                                                                        | 1967 | Chapelle Saint-Pabu de Saint-Guen                                                       |
| Chapelle Saint-Elouan de Saint-Elouan                                                   | Guerlédan                         |         | 48° 12′ 24″ nord, 2° 55′ 26″ ouest | « IA00003827 » |                                                                                                  |      | Chapelle Saint-Elouan de Saint-Elouan                                                   |
| Chapelle Saint-Jean de Mûr-de-Bretagne                                                  | Guerlédan                         |         | 48° 10′ 44″ nord, 2° 59′ 00″ ouest |                |                                                                                                  |      | Image manquante Téléverser                                                              |
| Chapelle des Augustines de Guingamp                                                     | Guingamp                          |         | 48° 33′ 40″ nord, 3° 08′ 53″ ouest |                |                                                                                                  |      | Chapelle des Augustines de Guingamp                                                     |
| Chapelle du couvent de Montbareil de Guingamp                                           | Guingamp                          |         | 48° 33′ 53″ nord, 3° 09′ 05″ ouest |                |                                                                                                  |      | Image manquante Téléverser                                                              |
| Chapelle Saint-Joseph de Sainte-Croix                                                   | Guingamp                          |         | 48° 33′ 04″ nord, 3° 09′ 18″ ouest |                |                                                                                                  |      | Image manquante Téléverser                                                              |
| Chapelle Saint-Joseph des Ursulines de Guingamp                                         | Guingamp                          |         | 48° 33′ 38″ nord, 3° 08′ 50″ ouest |                |                                                                                                  |      | Chapelle Saint-Joseph des Ursulines de Guingamp                                         |
| Chapelle Saint-Léonard de Guingamp                                                      | Guingamp                          |         | 48° 34′ 04″ nord, 3° 09′ 27″ ouest |                |                                                                                                  |      | Chapelle Saint-Léonard de Guingamp                                                      |
| Chapelle du château de Couëllan                                                         | Guitté                            |         | 48° 16′ 55″ nord, 2° 08′ 47″ ouest |                |                                                                                                  |      | Image manquante Téléverser                                                              |
| Chapelle Saint-Mathurin du Vieux Presbytère                                             | Guitté                            |         | 48° 17′ 28″ nord, 2° 06′ 08″ ouest |                |                                                                                                  |      | Image manquante Téléverser                                                              |
| Chapelle Saint-Fiacre de Gurunhuel                                                      | Gurunhuel                         |         | 48° 29′ 37″ nord, 3° 18′ 19″ ouest | « PA00089193 » | Inscrit MH                                                                                       | 1964 | Chapelle Saint-Fiacre de Gurunhuel                                                      |
| Chapelle Saint-Laurent-et-Saint-Maur de Saint-Laurent                                   | Hillion                           |         | 48° 30′ 13″ nord, 2° 37′ 02″ ouest |                |                                                                                                  |      | Image manquante Téléverser                                                              |
| Chapelle Saint-Yves-et-Saint-Mathurin du château des Marais                             | Hillion                           |         | 48° 30′ 23″ nord, 2° 40′ 21″ ouest |                |                                                                                                  |      | Image manquante Téléverser                                                              |
| Chapelle du Manoir du Colombier                                                         | Hénon                             |         | 48° 24′ 01″ nord, 2° 40′ 36″ ouest |                |                                                                                                  |      | Chapelle du Manoir du Colombier                                                         |
| Chapelle Notre-Dame-du-Chêne de Ville Anquetin                                          | Jugon-les-Lacs - Commune nouvelle |         | 48° 22′ 34″ nord, 2° 18′ 50″ ouest |                |                                                                                                  |      | Image manquante Téléverser                                                              |
| Chapelle Saint-Yves de Saint-Yves (Côtes-d'Armor)                                       | Kerfot                            |         | 48° 44′ 37″ nord, 3° 01′ 49″ ouest |                |                                                                                                  |      | Image manquante Téléverser                                                              |
| Chapelle Saint-Lubin de Kergrist-Moëlou                                                 | Kergrist-Moëlou                   |         | 48° 16′ 20″ nord, 3° 19′ 01″ ouest | « PA00089212 » | Inscrit MH                                                                                       | 1925 | Chapelle Saint-Lubin de Kergrist-Moëlou                                                 |
| Chapelle Saint-Jean du Pénity de Roc'h Glaz Bihan                                       | Kerien                            |         | 48° 24′ 46″ nord, 3° 12′ 41″ ouest |                |                                                                                                  |      | Chapelle Saint-Jean du Pénity de Roc'h Glaz Bihan                                       |
| Chapelle de Kergrist-Lan                                                                | Kerpert                           |         | 48° 22′ 11″ nord, 3° 09′ 14″ ouest |                |                                                                                                  |      | Image manquante Téléverser                                                              |
| Chapelle Notre-Dame-de-Toute-Aide de Querrien                                           | La Prénessaye                     |         | 48° 12′ 09″ nord, 2° 39′ 02″ ouest | « PA22000062 » | Inscrit MH                                                                                       | 2020 | Chapelle Notre-Dame-de-Toute-Aide de Querrien                                           |
| Chapelle du Calvaire de La Roche-Derrien                                                | La Roche-Jaudy                    |         | 48° 44′ 43″ nord, 3° 15′ 47″ ouest |                |                                                                                                  |      | Chapelle du Calvaire de La Roche-Derrien                                                |
| Chapelle Notre-Dame-de-la-Pitié de Kerhamon                                             | La Roche-Jaudy                    |         | 48° 44′ 32″ nord, 3° 15′ 41″ ouest |                |                                                                                                  |      | Chapelle Notre-Dame-de-la-Pitié de Kerhamon                                             |
| Chapelle Saint-Antoine de Pommerit-Jaudy                                                | La Roche-Jaudy                    |         | 48° 43′ 56″ nord, 3° 14′ 56″ ouest |                |                                                                                                  |      | Image manquante Téléverser                                                              |
| Chapelle Sainte-Anne de Kermézen                                                        | La Roche-Jaudy                    |         | 48° 43′ 42″ nord, 3° 15′ 57″ ouest |                |                                                                                                  |      | Chapelle Sainte-Anne de Kermézen                                                        |
| Chapelle Saint-Jean de La Roche-Derrien                                                 | La Roche-Jaudy                    |         | 48° 45′ 00″ nord, 3° 15′ 55″ ouest |                |                                                                                                  |      | Chapelle Saint-Jean de La Roche-Derrien                                                 |
| Chapelle Saint-Marc de Planguenoual                                                     | Lamballe-Armor                    |         | 48° 32′ 34″ nord, 2° 35′ 45″ ouest |                |                                                                                                  |      | Chapelle Saint-Marc de Planguenoual                                                     |
| Chapelle Saint-Maurice de Morieux                                                       | Lamballe-Armor                    |         | 48° 31′ 47″ nord, 2° 38′ 01″ ouest |                |                                                                                                  |      | Chapelle Saint-Maurice de Morieux                                                       |
| Chapelle Sainte-Barbe de Planguenoual                                                   | Lamballe-Armor                    |         | 48° 30′ 43″ nord, 2° 32′ 32″ ouest |                |                                                                                                  |      | Chapelle Sainte-Barbe de Planguenoual                                                   |
| Chapelle Notre-Dame de Maroué                                                           | Lamballe-Armor                    |         | 48° 27′ 28″ nord, 2° 29′ 55″ ouest |                |                                                                                                  |      | Chapelle Notre-Dame de Maroué                                                           |
| Chapelle Notre-Dame de Maroué                                                           | Lamballe-Armor                    |         | 48° 27′ 28″ nord, 2° 29′ 55″ ouest |                |                                                                                                  |      | Chapelle Notre-Dame de Maroué                                                           |
| Chapelle Sainte-Aurélie de Sainte-Aurélie                                               | Langoat                           |         | 48° 44′ 01″ nord, 3° 18′ 05″ ouest |                |                                                                                                  |      | Image manquante Téléverser                                                              |
| Chapelle Saint-Pierre de Saint-Pierre (Côtes-d'Armor)                                   | Langoat                           |         | 48° 44′ 58″ nord, 3° 17′ 09″ ouest |                |                                                                                                  |      | Image manquante Téléverser                                                              |
| Chapelle Notre-Dame-du-Bois de Langoat                                                  | Langoat                           |         | 48° 44′ 58″ nord, 3° 16′ 44″ ouest |                |                                                                                                  |      | Chapelle Notre-Dame-du-Bois de Langoat                                                  |
| Chapelle Saint-Ilan du lycée horticole de Saint-Ilan                                    | Langueux                          |         | 48° 30′ 26″ nord, 2° 42′ 22″ ouest |                |                                                                                                  |      | Image manquante Téléverser                                                              |
| Chapelle Sainte-Colombe de Kervéret                                                     | Lanloup                           |         | 48° 42′ 28″ nord, 2° 58′ 04″ ouest |                |                                                                                                  |      | Chapelle Sainte-Colombe de Kervéret                                                     |
| Chapelle Saint-Roch de Lanloup                                                          | Lanloup                           |         | 48° 42′ 50″ nord, 2° 57′ 50″ ouest |                |                                                                                                  |      | Image manquante Téléverser                                                              |
| Chapelle Notre-Dame de Kermassac'h                                                      | Lanmodez                          |         | 48° 50′ 19″ nord, 3° 06′ 36″ ouest |                |                                                                                                  |      | Image manquante Téléverser                                                              |
| Chapelle Notre-Dame dite chapelle Bouan de Lanmodez                                     | Lanmodez                          |         | 48° 50′ 57″ nord, 3° 06′ 28″ ouest |                |                                                                                                  |      | Image manquante Téléverser                                                              |
| Chapelle Notre-Dame-de-Bonne-Nouvelle de Lanmodez                                       | Lanmodez                          |         | 48° 50′ 58″ nord, 3° 05′ 07″ ouest |                |                                                                                                  |      | Chapelle Notre-Dame-de-Bonne-Nouvelle de Lanmodez                                       |
| Chapelle Saint-Jérôme de la Salle                                                       | Lanmérin                          |         | 48° 44′ 14″ nord, 3° 22′ 02″ ouest | « PA00089256 » | Classé MH                                                                                        | 1930 | Chapelle Saint-Jérôme de la Salle                                                       |
| Chapelle Notre-Dame de Liscorno                                                         | Lannebert                         |         | 48° 38′ 54″ nord, 3° 01′ 06″ ouest | « PA00089258 » | Inscrit MH                                                                                       | 1963 | Chapelle Notre-Dame de Liscorno                                                         |
| Chapelle Saint-Roch de Lannion                                                          | Lannion                           |         | 48° 44′ 31″ nord, 3° 28′ 10″ ouest | « PA00089278 » | Classé MH                                                                                        | 1930 | Chapelle Saint-Roch de Lannion                                                          |
| Chapelle Saint-Nicodème de Lannion                                                      | Lannion                           |         | 48° 44′ 26″ nord, 3° 29′ 44″ ouest | « PA00089283 » | Inscrit MH Façades et toitures                                                                   | 1964 | Chapelle Saint-Nicodème de Lannion                                                      |
| Chapelle du collège Saint-Joseph                                                        | Lannion                           |         | 48° 43′ 47″ nord, 3° 27′ 17″ ouest | « PA00135254 » | Inscrit MH                                                                                       | 1995 | Chapelle du collège Saint-Joseph                                                        |
| Chapelle Sainte-Anne du monastère de Lannion                                            | Lannion                           |         | 48° 43′ 48″ nord, 3° 27′ 42″ ouest |                |                                                                                                  |      | Chapelle Sainte-Anne du monastère de Lannion                                            |
| Chapelle de Lannégant                                                                   | Lanrivain                         |         | 48° 22′ 16″ nord, 3° 11′ 34″ ouest | « PA00089290 » | Classé MH                                                                                        | 1955 | Chapelle de Lannégant                                                                   |
| Chapelle Saint-Antoine de Lanrivain                                                     | Lanrivain                         |         | 48° 20′ 37″ nord, 3° 14′ 36″ ouest | « PA00089291 » | Classé MH                                                                                        | 1932 | Chapelle Saint-Antoine de Lanrivain                                                     |
| Chapelle Notre-Dame du Guiaudet                                                         | Lanrivain                         |         | 48° 21′ 29″ nord, 3° 12′ 43″ ouest |                |                                                                                                  |      | Image manquante Téléverser                                                              |
| Chapelle Sainte-Marguerite de Sainte-Marguerite (Côtes-d'Armor)                         | Lanrodec                          |         | 48° 29′ 31″ nord, 3° 03′ 44″ ouest | « IA00003885 » |                                                                                                  |      | Image manquante Téléverser                                                              |
| Chapelle Saint-Méen-et-Sainte-Anne de Senven                                            | Lanrodec                          |         | 48° 29′ 25″ nord, 3° 02′ 50″ ouest |                |                                                                                                  |      | Image manquante Téléverser                                                              |
| Chapelle Saint-Laurent de Bourgogne                                                     | Lantic                            |         | 48° 35′ 28″ nord, 2° 53′ 35″ ouest |                |                                                                                                  |      | Image manquante Téléverser                                                              |
| Chapelle Notre-Dame-de-Pitié de Lanvellec                                               | Lanvellec                         |         | 48° 35′ 15″ nord, 3° 30′ 12″ ouest | « PA00089298 » | Inscrit MH                                                                                       | 2019 | Chapelle Notre-Dame-de-Pitié de Lanvellec                                               |
| Chapelle Saint-Maudez de Lanvellec                                                      | Lanvellec                         |         | 48° 37′ 21″ nord, 3° 32′ 19″ ouest | « PA00089299 » | Inscrit MH                                                                                       | 1964 | Chapelle Saint-Maudez de Lanvellec                                                      |
| Chapelle Saint-Goulven de Lanvellec                                                     | Lanvellec                         |         | 48° 37′ 43″ nord, 3° 31′ 03″ ouest | « IA22017119 » |                                                                                                  |      | Chapelle Saint-Goulven de Lanvellec                                                     |
| Chapelle Saint-Unet de Laurenan                                                         | Laurenan                          |         | 48° 13′ 09″ nord, 2° 31′ 58″ ouest |                |                                                                                                  |      | Chapelle Saint-Unet de Laurenan                                                         |
| Chapelle Saint-Yves de Tertignon                                                        | Laurenan                          |         | 48° 11′ 52″ nord, 2° 30′ 33″ ouest |                |                                                                                                  |      | Image manquante Téléverser                                                              |
| Chapelle Notre-Dame de Kergrist du Faouët                                               | Le Faouët                         |         | 48° 40′ 41″ nord, 3° 05′ 02″ ouest | « PA00089149 » | Inscrit MH                                                                                       | 1928 | Chapelle Notre-Dame de Kergrist du Faouët                                               |
| Chapelle Saint-Maudez de la Croix                                                       | Le Haut-Corlay                    |         | 48° 20′ 05″ nord, 3° 01′ 24″ ouest |                |                                                                                                  |      | Image manquante Téléverser                                                              |
| Chapelle Sainte-Eutrope de Langourla                                                    | Le Mené                           |         | 48° 17′ 06″ nord, 2° 24′ 51″ ouest | « PA00089248 » | Classé MH                                                                                        | 1965 | Chapelle Sainte-Eutrope de Langourla                                                    |
| Chapelle Sainte-Élisabeth de Saint-Udy                                                  | Le Mené                           |         | 48° 18′ 06″ nord, 2° 36′ 27″ ouest |                |                                                                                                  |      | Chapelle Sainte-Élisabeth de Saint-Udy                                                  |
| Chapelle Saint-Joseph de Langourla                                                      | Le Mené                           |         | 48° 17′ 27″ nord, 2° 25′ 05″ ouest |                |                                                                                                  |      | Chapelle Saint-Joseph de Langourla                                                      |
| Chapelle Notre-Dame de la Hautière du Chauchix Collet                                   | Le Mené                           |         | 48° 14′ 26″ nord, 2° 37′ 33″ ouest |                |                                                                                                  |      | Image manquante Téléverser                                                              |
| Chapelle Notre-Dame du Bon Réconfort de Saint-Jacut-du-Mené                             | Le Mené                           |         | 48° 16′ 55″ nord, 2° 29′ 05″ ouest |                |                                                                                                  |      | Chapelle Notre-Dame du Bon Réconfort de Saint-Jacut-du-Mené                             |
| Chapelle Notre-Dame-des-Sept-Douleurs de Saint-Gouéno                                   | Le Mené                           |         | 48° 15′ 58″ nord, 2° 33′ 59″ ouest |                |                                                                                                  |      | Image manquante Téléverser                                                              |
| Chapelle Saint-Jean-Baptiste-et-Saint-Antoine du château du Parc                        | Le Mené                           |         | 48° 17′ 07″ nord, 2° 27′ 31″ ouest |                |                                                                                                  |      | Chapelle Saint-Jean-Baptiste-et-Saint-Antoine du château du Parc                        |
| Chapelle Saint-Louis de la Hutte à l'Anguille                                           | Le Mené                           |         | 48° 15′ 09″ nord, 2° 30′ 23″ ouest |                |                                                                                                  |      | Chapelle Saint-Louis de la Hutte à l'Anguille                                           |
| Chapelle de la Motte-Basse                                                              | Le Mené                           |         | 48° 19′ 12″ nord, 2° 28′ 38″ ouest |                |                                                                                                  |      | Chapelle de la Motte-Basse                                                              |
| Chapelle Saint-Roch du Gouray                                                           | Le Mené                           |         | 48° 18′ 34″ nord, 2° 29′ 47″ ouest |                |                                                                                                  |      | Chapelle Saint-Roch du Gouray                                                           |
| Chapelle Saint-Yves du Merzer                                                           | Le Merzer                         |         | 48° 35′ 34″ nord, 3° 04′ 03″ ouest | « PA00089328 » | Inscrit MH                                                                                       | 1965 | Chapelle Saint-Yves du Merzer                                                           |
| Chapelle Sainte-Barbe de Rudulgoat                                                      | Le Moustoir                       |         | 48° 16′ 03″ nord, 3° 30′ 05″ ouest |                |                                                                                                  |      | Image manquante Téléverser                                                              |
| Chapelle Notre-Dame-de-Lorette du Quillio                                               | Le Quillio                        |         | 48° 14′ 33″ nord, 2° 54′ 28″ ouest | « IA22000006 » |                                                                                                  |      | Chapelle Notre-Dame-de-Lorette du Quillio                                               |
| Chapelle Saint-Maurice du Quillio                                                       | Le Quillio                        |         | 48° 15′ 19″ nord, 2° 52′ 21″ ouest |                |                                                                                                  |      | Image manquante Téléverser                                                              |
| Chapelle du Haut Tréveleuc                                                              | Le Quiou                          |         | 48° 20′ 14″ nord, 1° 59′ 48″ ouest |                |                                                                                                  |      | Image manquante Téléverser                                                              |
| Chapelle des Sept-Saints                                                                | Le Vieux-Marché                   |         | 48° 37′ 57″ nord, 3° 25′ 26″ ouest | « PA00089748 » | Classé MH                                                                                        | 1956 | Chapelle des Sept-Saints                                                                |
| Chapelle et croix de la Trinité                                                         | Le Vieux-Marché                   |         | 48° 35′ 12″ nord, 3° 26′ 22″ ouest | « PA00089749 » | Inscrit MH                                                                                       | 1964 | Chapelle et croix de la Trinité                                                         |
| Chapelle Notre-Dame-de-Bon-Secours de forêt domaniale de Coëtquen                       | Les Champs-Géraux                 |         | 48° 26′ 38″ nord, 1° 57′ 57″ ouest | « IA00004881 » |                                                                                                  |      | Chapelle Notre-Dame-de-Bon-Secours de forêt domaniale de Coëtquen                       |
| Chapelle Notre-Dame-de-Karmez de Lescouët-Gouarec                                       | Lescouët-Gouarec                  |         | 48° 09′ 43″ nord, 3° 13′ 47″ ouest |                |                                                                                                  |      | Image manquante Téléverser                                                              |
| Chapelle Notre-Dame-des-Fleurs de Locarn                                                | Locarn                            |         | 48° 20′ 39″ nord, 3° 23′ 59″ ouest | « IA00003679 » |                                                                                                  |      | Chapelle Notre-Dame-des-Fleurs de Locarn                                                |
| Chapelle Sainte-Barbe de Locarn                                                         | Locarn                            |         | 48° 19′ 37″ nord, 3° 22′ 54″ ouest | « IA00003680 » |                                                                                                  |      | Chapelle Sainte-Barbe de Locarn                                                         |
| Chapelle Saint-Gonidy du Quelen                                                         | Locarn                            |         | 48° 20′ 17″ nord, 3° 27′ 01″ ouest | « IA00003691 » |                                                                                                  |      | Image manquante Téléverser                                                              |
| Chapelle Notre-Dame du Dresnay                                                          | Loguivy-Plougras                  |         | 48° 30′ 10″ nord, 3° 26′ 50″ ouest | « PA00089310 » | Inscrit MH Façade occidentale, y compris le clocher-mur, et une poutre de gloire en bois sculpté | 1955 | Chapelle Notre-Dame du Dresnay                                                          |
| Chapelle Saint-Roch de Loscouët-sur-Meu                                                 | Loscouët-sur-Meu                  |         | 48° 10′ 41″ nord, 2° 14′ 25″ ouest |                |                                                                                                  |      | Image manquante Téléverser                                                              |
| Chapelle Saint-Jean de Louargat                                                         | Louargat                          |         | 48° 33′ 09″ nord, 3° 18′ 51″ ouest | « IA00003049 » |                                                                                                  |      | Chapelle Saint-Jean de Louargat                                                         |
| Chapelle Saint-Paul de Louargat                                                         | Louargat                          |         | 48° 33′ 20″ nord, 3° 22′ 14″ ouest |                |                                                                                                  |      | Chapelle Saint-Paul de Louargat                                                         |
| Chapelle Saint-Sylvestre de Louargat                                                    | Louargat                          |         | 48° 36′ 43″ nord, 3° 21′ 02″ ouest | « IA00003048 » |                                                                                                  |      | Chapelle Saint-Sylvestre de Louargat                                                    |
| Chapelle Notre-Dame-des-Vertus de Loudéac                                               | Loudéac                           |         | 48° 10′ 34″ nord, 2° 45′ 07″ ouest |                |                                                                                                  |      | Image manquante Téléverser                                                              |
| Chapelle Saint-Maurice de Loudéac                                                       | Loudéac                           |         | 48° 07′ 48″ nord, 2° 46′ 40″ ouest | « IA22003640 » |                                                                                                  |      | Image manquante Téléverser                                                              |
| Chapelle Notre-Dame de Kermouster                                                       | Lézardrieux                       |         | 48° 49′ 35″ nord, 3° 05′ 19″ ouest |                |                                                                                                  |      | Image manquante Téléverser                                                              |
| Chapelle Notre-Dame des Fontaines dite Feunten an Iltron de Lézardrieux                 | Lézardrieux                       |         | 48° 47′ 38″ nord, 3° 07′ 34″ ouest |                |                                                                                                  |      | Image manquante Téléverser                                                              |
| Chapelle Saint-Mathurin de Kermaria                                                     | Lézardrieux                       |         | 48° 48′ 04″ nord, 3° 06′ 43″ ouest |                |                                                                                                  |      | Image manquante Téléverser                                                              |
| Chapelle de Saint-Germain-de-la-Mer                                                     | Matignon                          |         | 48° 37′ 06″ nord, 2° 18′ 10″ ouest |                |                                                                                                  |      | Chapelle de Saint-Germain-de-la-Mer                                                     |
| Chapelle Saint-Isidore de Maël-Pestivien                                                | Maël-Pestivien                    |         | 48° 23′ 35″ nord, 3° 18′ 52″ ouest |                |                                                                                                  |      | Image manquante Téléverser                                                              |
| Chapelle Notre-Dame de la Pitié de Mellionnec                                           | Mellionnec                        |         | 48° 11′ 37″ nord, 3° 15′ 42″ ouest | « PA00089326 » | Inscrit MH                                                                                       | 1973 | Chapelle Notre-Dame de la Pitié de Mellionnec                                           |
| Chapelle Saint-Auny de Mellionnec                                                       | Mellionnec                        |         | 48° 09′ 10″ nord, 3° 16′ 57″ ouest | « IA00003456 » |                                                                                                  |      | Chapelle Saint-Auny de Mellionnec                                                       |
| Chapelle du château de Trégarantec                                                      | Mellionnec                        |         | 48° 10′ 30″ nord, 3° 20′ 00″ ouest |                |                                                                                                  |      | Chapelle du château de Trégarantec                                                      |
| Chapelle Saint-Brieuc-des-Bois de Saint-Brieuc-des-Bois                                 | Merdrignac                        |         | 48° 11′ 06″ nord, 2° 20′ 55″ ouest |                |                                                                                                  |      | Image manquante Téléverser                                                              |
| Chapelle Sainte-Philomène de la Petite chapelle                                         | Merdrignac                        |         | 48° 10′ 34″ nord, 2° 22′ 38″ ouest |                |                                                                                                  |      | Image manquante Téléverser                                                              |
| Chapelle Saint-Yves-de-la-Vallée de Merdrignac                                          | Merdrignac                        |         | 48° 09′ 31″ nord, 2° 23′ 12″ ouest |                |                                                                                                  |      | Chapelle Saint-Yves-de-la-Vallée de Merdrignac                                          |
| Chapelle des Sœurs de la Croix de Merdrignac                                            | Merdrignac                        |         | 48° 11′ 33″ nord, 2° 24′ 52″ ouest |                |                                                                                                  |      | Chapelle des Sœurs de la Croix de Merdrignac                                            |
| Chapelle Saint-Jacques de Saint-Léon                                                    | Merléac                           |         | 48° 15′ 49″ nord, 2° 54′ 25″ ouest | « PA00089327 » | Classé MH                                                                                        | 1908 | Chapelle Saint-Jacques de Saint-Léon                                                    |
| Chapelle Saint-Michel de Moncontour                                                     | Moncontour                        |         | 48° 21′ 33″ nord, 2° 37′ 54″ ouest |                |                                                                                                  |      | Image manquante Téléverser                                                              |
| Chapelle Saint-Loup de Pabu                                                             | Pabu                              |         | 48° 34′ 42″ nord, 3° 08′ 44″ ouest |                |                                                                                                  |      | Image manquante Téléverser                                                              |
| Chapelle Notre-Dame de Kergrist                                                         | Paimpol                           |         | 48° 46′ 45″ nord, 3° 05′ 32″ ouest | « PA00089352 » | Inscrit MH                                                                                       | 1969 | Chapelle Notre-Dame de Kergrist                                                         |
| Chapelle Saint-Vignoc de Lanvignec                                                      | Paimpol                           |         | 48° 47′ 00″ nord, 3° 03′ 31″ ouest | « PA00089351 » | Inscrit MH                                                                                       | 1964 | Chapelle Saint-Vignoc de Lanvignec                                                      |
| Chapelle Sainte-Barbe de Kérity                                                         | Paimpol                           |         | 48° 45′ 44″ nord, 3° 00′ 16″ ouest |                |                                                                                                  |      | Chapelle Sainte-Barbe de Kérity                                                         |
| Chapelle Notre-Dame de Folgoat de Lansalaün                                             | Paule                             |         | 48° 15′ 15″ nord, 3° 28′ 05″ ouest | « PA00089364 » | Classé MH                                                                                        | 1920 | Chapelle Notre-Dame de Folgoat de Lansalaün                                             |
| Chapelle Notre-Dame de Port-Blanc                                                       | Penvénan                          |         | 48° 50′ 06″ nord, 3° 18′ 51″ ouest | « PA00089372 » | Classé MH                                                                                        | 1968 | Chapelle Notre-Dame de Port-Blanc                                                       |
| Chapelle Saint-Gonval de Penvénan                                                       | Penvénan                          |         | 48° 49′ 20″ nord, 3° 16′ 57″ ouest |                |                                                                                                  |      | Image manquante Téléverser                                                              |
| Chapelle Saint-Nicolas de Penvénan                                                      | Penvénan                          |         | 48° 50′ 18″ nord, 3° 16′ 47″ ouest |                |                                                                                                  |      | Image manquante Téléverser                                                              |
| Chapelle Saint-Gildas de Penvénan                                                       | Penvénan                          |         | 48° 50′ 43″ nord, 3° 18′ 23″ ouest | « IA22012614 » |                                                                                                  |      | Chapelle Saint-Gildas de Penvénan                                                       |
| Chapelle des forges des Salles                                                          | Perret                            |         | 48° 12′ 02″ nord, 3° 07′ 35″ ouest |                |                                                                                                  |      | Chapelle des forges des Salles                                                          |
| Chapelle Notre-Dame-de-la-Clarté de Perros-Guirec                                       | Perros-Guirec                     |         | 48° 49′ 06″ nord, 3° 28′ 24″ ouest | « PA00089380 » | Classé MH                                                                                        | 1915 | Chapelle Notre-Dame-de-la-Clarté de Perros-Guirec                                       |
| Chapelle Notre-Dame-de-Pitié de Kernivinen                                              | Perros-Guirec                     |         | 48° 47′ 21″ nord, 3° 27′ 55″ ouest |                |                                                                                                  |      | Chapelle Notre-Dame-de-Pitié de Kernivinen                                              |
| Chapelle Saint-Guirec de Ploumanac'h                                                    | Perros-Guirec                     |         | 48° 49′ 55″ nord, 3° 29′ 14″ ouest | « IA22006195 » |                                                                                                  |      | Chapelle Saint-Guirec de Ploumanac'h                                                    |
| Chapelle Saint-Joseph de Perros-Guirec                                                  | Perros-Guirec                     |         | 48° 48′ 11″ nord, 3° 26′ 43″ ouest |                |                                                                                                  |      | Chapelle Saint-Joseph de Perros-Guirec                                                  |
| Chapelle du Loc'h                                                                       | Peumerit-Quintin                  |         | 48° 22′ 04″ nord, 3° 18′ 44″ ouest | « PA00089387 » | Inscrit MH                                                                                       | 1930 | Chapelle du Loc'h                                                                       |
| Chapelle Sainte-Anne du Houlin                                                          | Plaine-Haute                      |         | 48° 27′ 22″ nord, 2° 49′ 56″ ouest |                |                                                                                                  |      | Chapelle Sainte-Anne du Houlin                                                          |
| Chapelle Notre-Dame-du-Beau-Chemin de Plaintel                                          | Plaintel                          |         | 48° 24′ 24″ nord, 2° 48′ 53″ ouest |                |                                                                                                  |      | Chapelle Notre-Dame-du-Beau-Chemin de Plaintel                                          |
| Chapelle Saint-Jean de l'orphelinat de Saint-Quihouët                                   | Plaintel                          |         | 48° 25′ 47″ nord, 2° 47′ 40″ ouest |                |                                                                                                  |      | Image manquante Téléverser                                                              |
| Chapelle de la Rougerais                                                                | Pleslin-Trigavou                  |         | 48° 31′ 41″ nord, 2° 05′ 29″ ouest |                |                                                                                                  |      | Image manquante Téléverser                                                              |
| Chapelle Sainte-Apolline des Vaux                                                       | Pleslin-Trigavou                  |         | 48° 31′ 34″ nord, 2° 04′ 08″ ouest |                |                                                                                                  |      | Chapelle Sainte-Apolline des Vaux                                                       |
| Chapelle Sainte-Barbe de Plestin-les-Grèves                                             | Plestin-les-Grèves                |         | 48° 40′ 16″ nord, 3° 38′ 02″ ouest | « PA00089426 » | Inscrit MH                                                                                       | 1934 | Chapelle Sainte-Barbe de Plestin-les-Grèves                                             |
| Chapelle de Saint-Jagut                                                                 | Plestin-les-Grèves                |         | 48° 37′ 30″ nord, 3° 38′ 55″ ouest | « PA22000008 » | Classé MH                                                                                        | 2000 | Image manquante Téléverser                                                              |
| Chapelle des Sœurs des Filles du Saint-Esprit de Plestin-les-Grèves                     | Plestin-les-Grèves                |         | 48° 39′ 32″ nord, 3° 37′ 49″ ouest |                |                                                                                                  |      | Image manquante Téléverser                                                              |
| Chapelle Sainte-Anne de Kerbiriou                                                       | Plestin-les-Grèves                |         | 48° 38′ 04″ nord, 3° 38′ 04″ ouest |                |                                                                                                  |      | Image manquante Téléverser                                                              |
| Chapelle Saint-Efflam de Toull Efflam                                                   | Plestin-les-Grèves                |         | 48° 40′ 13″ nord, 3° 36′ 47″ ouest | « IA22003193 » |                                                                                                  |      | Chapelle Saint-Efflam de Toull Efflam                                                   |
| Chapelle Saint-Haran de Plestin-les-Grèves                                              | Plestin-les-Grèves                |         | 48° 39′ 20″ nord, 3° 39′ 28″ ouest |                |                                                                                                  |      | Image manquante Téléverser                                                              |
| Chapelle Saint-Sébastien de Plestin-les-Grèves                                          | Plestin-les-Grèves                |         | 48° 38′ 56″ nord, 3° 35′ 37″ ouest |                |                                                                                                  |      | Chapelle Saint-Sébastien de Plestin-les-Grèves                                          |
| Chapelle Notre-Dame-de-la-Garde de Brestan                                              | Pleubian                          |         | 48° 50′ 55″ nord, 3° 09′ 16″ ouest |                |                                                                                                  |      | Image manquante Téléverser                                                              |
| Chapelle Saint-Antoine de Saint-Antoine (Côtes-d'Armor)                                 | Pleubian                          |         | 48° 51′ 09″ nord, 3° 07′ 16″ ouest |                |                                                                                                  |      | Image manquante Téléverser                                                              |
| Chapelle Saint-Jean de Pleubian                                                         | Pleubian                          |         | 48° 49′ 14″ nord, 3° 09′ 31″ ouest |                |                                                                                                  |      | Image manquante Téléverser                                                              |
| Chapelle du Sacré-Cœur dite aussi chapelle du Calvaire de Kerangoff                     | Pleudaniel                        |         | 48° 45′ 53″ nord, 3° 08′ 53″ ouest |                |                                                                                                  |      | Image manquante Téléverser                                                              |
| Chapelle Notre-Dame de Goz-Iliz                                                         | Pleudaniel                        |         | 48° 46′ 17″ nord, 3° 07′ 39″ ouest |                |                                                                                                  |      | Image manquante Téléverser                                                              |
| Chapelle Saint-Samson de Pleumeur-Bodou                                                 | Pleumeur-Bodou                    |         | 48° 47′ 43″ nord, 3° 30′ 32″ ouest | « PA00089437 » | Inscrit MH                                                                                       | 1964 | Chapelle Saint-Samson de Pleumeur-Bodou                                                 |
| Chapelle Saint-Uzec de Saint-Uzec                                                       | Pleumeur-Bodou                    |         | 48° 47′ 02″ nord, 3° 32′ 43″ ouest |                |                                                                                                  |      | Chapelle Saint-Uzec de Saint-Uzec                                                       |
| Chapelle Saint-Antoine de Kerduel                                                       | Pleumeur-Bodou                    |         | 48° 46′ 09″ nord, 3° 29′ 29″ ouest |                |                                                                                                  |      | Chapelle Saint-Antoine de Kerduel                                                       |
| Chapelle Sainte-Anne de Kerduel                                                         | Pleumeur-Bodou                    |         | 48° 45′ 57″ nord, 3° 29′ 44″ ouest |                |                                                                                                  |      | Chapelle Sainte-Anne de Kerduel                                                         |
| Chapelle Saint-Sauveur de l'Île-Grande                                                  | Pleumeur-Bodou                    |         | 48° 47′ 52″ nord, 3° 34′ 59″ ouest |                |                                                                                                  |      | Image manquante Téléverser                                                              |
| Chapelle Saint-Aaron de Pleumeur-Gautier                                                | Pleumeur-Gautier                  |         | 48° 46′ 25″ nord, 3° 11′ 03″ ouest | « IA00004620 » |                                                                                                  |      | Image manquante Téléverser                                                              |
| Chapelle Saint-Adrien de Saint-Adrien                                                   | Pleumeur-Gautier                  |         | 48° 49′ 01″ nord, 3° 07′ 25″ ouest |                |                                                                                                  |      | Image manquante Téléverser                                                              |
| Chapelle Sainte-Barbe de Plouaret                                                       | Plouaret                          |         | 48° 36′ 43″ nord, 3° 28′ 28″ ouest | « PA00089452 » | Inscrit MH                                                                                       | 1926 | Chapelle Sainte-Barbe de Plouaret                                                       |
| Chapelle du Vau Riffier                                                                 | Plouasne                          |         | 48° 19′ 39″ nord, 2° 00′ 12″ ouest |                |                                                                                                  |      | Image manquante Téléverser                                                              |
| Chapelle Sainte-Anne de la Saisonnais                                                   | Plouasne                          |         | 48° 19′ 38″ nord, 1° 57′ 57″ ouest |                |                                                                                                  |      | Image manquante Téléverser                                                              |
| Chapelle Sainte-Marie-Madeleine du Val                                                  | Plouasne                          |         | 48° 19′ 23″ nord, 2° 03′ 08″ ouest | « IA00004810 » |                                                                                                  |      | Image manquante Téléverser                                                              |
| Chapelle Saint-Pierre de Lantran                                                        | Plouasne                          |         | 48° 18′ 45″ nord, 1° 58′ 05″ ouest |                |                                                                                                  |      | Image manquante Téléverser                                                              |
| Chapelle de Perros-Hamon                                                                | Ploubazlanec                      |         | 48° 48′ 07″ nord, 3° 01′ 09″ ouest | « PA00089464 » | Inscrit MH                                                                                       | 1925 | Chapelle de Perros-Hamon                                                                |
| Chapelle de la Trinité de Porz-Even                                                     | Ploubazlanec                      |         | 48° 48′ 12″ nord, 3° 00′ 13″ ouest |                |                                                                                                  |      | Chapelle de la Trinité de Porz-Even                                                     |
| Chapelle Saint-Ivy de Loguivy                                                           | Ploubazlanec                      |         | 48° 49′ 13″ nord, 3° 03′ 49″ ouest |                |                                                                                                  |      | Image manquante Téléverser                                                              |
| Ancienne chapelle Saint-Ivy de Loguivy                                                  | Ploubazlanec                      |         | 48° 49′ 09″ nord, 3° 03′ 48″ ouest |                |                                                                                                  |      | Image manquante Téléverser                                                              |
| Chapelle Saint-Jacques de Lannevez                                                      | Ploubazlanec                      |         | 48° 48′ 38″ nord, 3° 01′ 58″ ouest |                |                                                                                                  |      | Image manquante Téléverser                                                              |
| Chapelle de Kerfons-en-Kerfaouës                                                        | Ploubezre                         |         | 48° 41′ 13″ nord, 3° 25′ 32″ ouest | « PA00089466 » | Classé MH                                                                                        | 1910 | Chapelle de Kerfons-en-Kerfaouës                                                        |
| Chapelle Saint-Fiacre de Runfao                                                         | Ploubezre                         |         | 48° 39′ 34″ nord, 3° 25′ 45″ ouest | « PA00089467 » | Inscrit MH Façade                                                                                | 1926 | Chapelle Saint-Fiacre de Runfao                                                         |
| Chapelle de Kerauzern                                                                   | Ploubezre                         |         | 48° 39′ 58″ nord, 3° 26′ 43″ ouest |                |                                                                                                  |      | Image manquante Téléverser                                                              |
| Chapelle Saint-Tugdual de Plougonver                                                    | Plougonver                        |         | 48° 29′ 40″ nord, 3° 20′ 30″ ouest | « IA00003086 » |                                                                                                  |      | Chapelle Saint-Tugdual de Plougonver                                                    |
| Chapelle Saint-Gonéry de Plougras                                                       | Plougras                          |         | 48° 30′ 40″ nord, 3° 33′ 23″ ouest | « PA00089479 » | Inscrit MH                                                                                       | 1981 | Chapelle Saint-Gonéry de Plougras                                                       |
| Chapelle Saint-Gonéry de Plougrescant                                                   | Plougrescant                      |         | 48° 50′ 29″ nord, 3° 13′ 42″ ouest | « PA00089481 » | Classé MH                                                                                        | 1911 | Chapelle Saint-Gonéry de Plougrescant                                                   |
| Chapelle Saint-Anne-et-Saint-Nicolas de Keralio                                         | Plougrescant                      |         | 48° 49′ 03″ nord, 3° 15′ 07″ ouest |                |                                                                                                  |      | Image manquante Téléverser                                                              |
| Chapelle Saint-Jean de Langast                                                          | Plouguenast-Langast               |         | 48° 16′ 57″ nord, 2° 39′ 45″ ouest | « PA00089244 » | Classé MH                                                                                        | 1913 | Chapelle Saint-Jean de Langast                                                          |
| Chapelle du petit séminaire de Plouguernével                                            | Plouguernével                     |         | 48° 14′ 23″ nord, 3° 15′ 10″ ouest |                |                                                                                                  |      | Image manquante Téléverser                                                              |
| Chapelle Notre-Dame-de-Bon-Secours de Kergrist ar Lann                                  | Plouguernével                     |         | 48° 12′ 10″ nord, 3° 15′ 36″ ouest |                |                                                                                                  |      | Image manquante Téléverser                                                              |
| Chapelle Notre-Dame-de-Bonne-Nouvelle de Kélou Mad                                      | Plouguiel                         |         | 48° 47′ 45″ nord, 3° 16′ 35″ ouest |                |                                                                                                  |      | Image manquante Téléverser                                                              |
| Chapelle Saint-Gouéno de la Roche Jaune                                                 | Plouguiel                         |         | 48° 49′ 25″ nord, 3° 12′ 36″ ouest |                |                                                                                                  |      | Image manquante Téléverser                                                              |
| Chapelle Saint-Laurent de Plouguiel                                                     | Plouguiel                         |         | 48° 48′ 07″ nord, 3° 13′ 44″ ouest |                |                                                                                                  |      | Image manquante Téléverser                                                              |
| Chapelle de Kermaria an Iskuit                                                          | Plouha                            |         | 48° 41′ 06″ nord, 2° 58′ 33″ ouest | « PA00089487 » | Classé MH                                                                                        | 1907 | Chapelle de Kermaria an Iskuit                                                          |
| Chapelle de la Trinité de Plouha                                                        | Plouha                            |         | 48° 41′ 26″ nord, 2° 54′ 26″ ouest |                |                                                                                                  |      | Image manquante Téléverser                                                              |
| Chapelle Notre-Dame de Kérégal                                                          | Plouha                            |         | 48° 40′ 12″ nord, 2° 53′ 25″ ouest |                |                                                                                                  |      | Image manquante Téléverser                                                              |
| Chapelle Sainte-Eugénie de Kerhardy                                                     | Plouha                            |         | 48° 42′ 42″ nord, 2° 56′ 40″ ouest |                |                                                                                                  |      | Image manquante Téléverser                                                              |
| Chapelle Saint-Jean de Plouha                                                           | Plouha                            |         | 48° 40′ 39″ nord, 2° 54′ 21″ ouest |                |                                                                                                  |      | Image manquante Téléverser                                                              |
| Chapelle Saint-Laurent-des-Sept-Chemins de Saint-Laurent                                | Plouha                            |         | 48° 40′ 13″ nord, 2° 57′ 43″ ouest |                |                                                                                                  |      | Image manquante Téléverser                                                              |
| Chapelle Saint-Samson du Pradou                                                         | Plouha                            |         | 48° 42′ 13″ nord, 2° 56′ 05″ ouest |                |                                                                                                  |      | Image manquante Téléverser                                                              |
| Chapelle Saint-Antoine de Plouisy                                                       | Plouisy                           |         | 48° 34′ 14″ nord, 3° 12′ 05″ ouest | « PA00089491 » | Inscrit MH Porte                                                                                 | 1926 | Chapelle Saint-Antoine de Plouisy                                                       |
| Chapelle Notre-Dame du Yaudet                                                           | Ploulec'h                         |         | 48° 43′ 52″ nord, 3° 32′ 10″ ouest | « IA22002380 » |                                                                                                  |      | Chapelle Notre-Dame du Yaudet                                                           |
| Chapelle de Saint-Herbot                                                                | Ploulec'h                         |         | 48° 42′ 44″ nord, 3° 28′ 47″ ouest | « IA22002421 » |                                                                                                  |      | Chapelle de Saint-Herbot                                                                |
| Chapelle Sainte-Brigitte de Ploumagoar                                                  | Ploumagoar                        |         | 48° 31′ 49″ nord, 3° 04′ 57″ ouest | « IA00003657 » |                                                                                                  |      | Image manquante Téléverser                                                              |
| Chapelle Saint-Cado de Ploumilliau                                                      | Ploumilliau                       |         | 48° 41′ 18″ nord, 3° 31′ 23″ ouest | « PA00089497 » | Inscrit MH                                                                                       | 1926 | Chapelle Saint-Cado de Ploumilliau                                                      |
| Chapelle Notre-Dame de Bon-Voyage de Plounérin                                          | Plounérin                         |         | 48° 33′ 58″ nord, 3° 32′ 29″ ouest | « PA00089503 » | Inscrit MH                                                                                       | 1926 | Chapelle Notre-Dame de Bon-Voyage de Plounérin                                          |
| Chapelle de Keramanac'h                                                                 | Plounévez-Moëdec                  |         | 48° 33′ 41″ nord, 3° 29′ 34″ ouest | « PA00089507 » | Classé MH                                                                                        | 1922 | Chapelle de Keramanac'h                                                                 |
| Chapelle Sainte-Jeune de Plounévez-Moëdec                                               | Plounévez-Moëdec                  |         | 48° 31′ 46″ nord, 3° 24′ 57″ ouest | « PA00089508 » | Inscrit MH                                                                                       | 1970 | Chapelle Sainte-Jeune de Plounévez-Moëdec                                               |
| Chapelle Saint-Luvan de Plounévez-Moëdec                                                | Plounévez-Moëdec                  |         | 48° 34′ 40″ nord, 3° 26′ 48″ ouest | « PA00089509 » | Inscrit MH Clocher                                                                               | 1926 | Chapelle Saint-Luvan de Plounévez-Moëdec                                                |
| Chapelle Notre-Dame de Kerhir                                                           | Plounévez-Quintin                 |         | 48° 18′ 00″ nord, 3° 14′ 23″ ouest | « PA00089512 » | Inscrit MH                                                                                       | 1964 | Chapelle Notre-Dame de Kerhir                                                           |
| Chapelle Saint-Colomban de Plounévez-Quintin                                            | Plounévez-Quintin                 |         | 48° 17′ 34″ nord, 3° 16′ 25″ ouest | « PA00089513 » | Inscrit MH                                                                                       | 1964 | Chapelle Saint-Colomban de Plounévez-Quintin                                            |
| Chapelle Saint-Guénolé de Plourac'h                                                     | Plourac'h                         |         | 48° 24′ 39″ nord, 3° 32′ 16″ ouest | « PA00089515 » | Inscrit MH                                                                                       | 1926 | Chapelle Saint-Guénolé de Plourac'h                                                     |
| Chapelle Saint-Maudez de Saint-Maudez                                                   | Plourac'h                         |         | 48° 24′ 48″ nord, 3° 35′ 31″ ouest |                |                                                                                                  |      | Image manquante Téléverser                                                              |
| Chapelle Notre-Dame du Roha                                                             | Plourhan                          |         | 48° 38′ 01″ nord, 2° 55′ 02″ ouest |                |                                                                                                  |      | Image manquante Téléverser                                                              |
| Chapelle Saint-Barnabé de Saint-Barnabé                                                 | Plourhan                          |         | 48° 38′ 43″ nord, 2° 52′ 01″ ouest |                |                                                                                                  |      | Image manquante Téléverser                                                              |
| Chapelle Saint-Maudez de Plourhan                                                       | Plourhan                          |         | 48° 36′ 29″ nord, 2° 53′ 56″ ouest |                |                                                                                                  |      | Image manquante Téléverser                                                              |
| Chapelle Saint-Ambroise de Kerleau                                                      | Plourivo                          |         | 48° 44′ 26″ nord, 3° 05′ 41″ ouest |                |                                                                                                  |      | Image manquante Téléverser                                                              |
| Chapelle Saint-Jean de Lancerf                                                          | Plourivo                          |         | 48° 45′ 31″ nord, 3° 06′ 54″ ouest |                |                                                                                                  |      | Image manquante Téléverser                                                              |
| Chapelle Saint-Jean de Penhoat                                                          | Plourivo                          |         | 48° 43′ 53″ nord, 3° 07′ 13″ ouest |                |                                                                                                  |      | Image manquante Téléverser                                                              |
| Chapelle Notre-Dame-de-la-Clarté de Seignaux                                            | Plouvara                          |         | 48° 30′ 52″ nord, 2° 57′ 04″ ouest |                |                                                                                                  |      | Image manquante Téléverser                                                              |
| Chapelle Notre-Dame-des-Douleurs du Petit-Saint-Loup                                    | Plouézec                          |         | 48° 42′ 59″ nord, 2° 58′ 54″ ouest |                |                                                                                                  |      | Image manquante Téléverser                                                              |
| Chapelle Saint-Paul de Saint-Paul (Côtes-d'Armor)                                       | Plouézec                          |         | 48° 44′ 03″ nord, 2° 57′ 52″ ouest |                |                                                                                                  |      | Image manquante Téléverser                                                              |
| Chapelle Saint-Riom de Saint-Riom                                                       | Plouézec                          |         | 48° 45′ 28″ nord, 2° 57′ 48″ ouest | « IA22001058 » |                                                                                                  |      | Image manquante Téléverser                                                              |
| Chapelle Saint-Jorant de la Belle-Église                                                | Plouëc-du-Trieux                  |         | 48° 40′ 12″ nord, 3° 12′ 06″ ouest | « IA00004008 » |                                                                                                  |      | Chapelle Saint-Jorant de la Belle-Église                                                |
| Chapelle Notre-Dame de la Souhaitier                                                    | Plouër-sur-Rance                  |         | 48° 32′ 40″ nord, 1° 59′ 25″ ouest |                |                                                                                                  |      | Chapelle Notre-Dame de la Souhaitier                                                    |
| Chapelle du manoir du Chêne Vert                                                        | Plouër-sur-Rance                  |         | 48° 30′ 49″ nord, 1° 59′ 40″ ouest |                |                                                                                                  |      | Chapelle du manoir du Chêne Vert                                                        |
| Chapelle Saint-Quay de Saint-Quay                                                       | Ploëzal                           |         | 48° 43′ 26″ nord, 3° 09′ 09″ ouest |                |                                                                                                  |      | Image manquante Téléverser                                                              |
| Chapelle Saint-Pierre-et-Saint-Paul de Ploëzal                                          | Ploëzal                           |         | 48° 43′ 18″ nord, 3° 12′ 47″ ouest | « IA00003967 » |                                                                                                  |      | Image manquante Téléverser                                                              |
| Chapelle Notre-Dame-du-Calvaire de Poull ar Raned                                       | Pludual                           |         | 48° 39′ 57″ nord, 2° 58′ 53″ ouest |                |                                                                                                  |      | Image manquante Téléverser                                                              |
| Chapelle Saint-Roch de Pluduno                                                          | Pluduno                           |         | 48° 31′ 40″ nord, 2° 16′ 12″ ouest |                |                                                                                                  |      | Image manquante Téléverser                                                              |
| Chapelle Saint-Nicolas de Plufur                                                        | Plufur                            |         | 48° 35′ 42″ nord, 3° 35′ 54″ ouest | « PA00089527 » | Classé MH                                                                                        | 1911 | Chapelle Saint-Nicolas de Plufur                                                        |
| Chapelle Saint-Yves de Plufur                                                           | Plufur                            |         | 48° 36′ 33″ nord, 3° 34′ 32″ ouest |                |                                                                                                  |      | Chapelle Saint-Yves de Plufur                                                           |
| Chapelle de Notre-Dame-de-Bonne-Rencontre de Plumaugat                                  | Plumaugat                         |         | 48° 13′ 04″ nord, 2° 12′ 57″ ouest |                |                                                                                                  |      | Image manquante Téléverser                                                              |
| Chapelle Notre-Dame de Séléden                                                          | Plussulien                        |         | 48° 15′ 21″ nord, 3° 04′ 17″ ouest | « PA00089532 » | Inscrit MH                                                                                       | 1926 | Chapelle Notre-Dame de Séléden                                                          |
| Chapelle Saint-Idunet de Pluzunet                                                       | Pluzunet                          |         | 48° 38′ 26″ nord, 3° 21′ 04″ ouest |                |                                                                                                  |      | Image manquante Téléverser                                                              |
| Chapelle du Loc                                                                         | Pluzunet                          |         | 48° 37′ 45″ nord, 3° 21′ 25″ ouest |                |                                                                                                  |      | Image manquante Téléverser                                                              |
| Chapelle Notre-Dame-du-temple dite aussi de la Croix de Pléboulle                       | Pléboulle                         |         | 48° 35′ 38″ nord, 2° 20′ 45″ ouest | « IA22009142 » |                                                                                                  |      | Chapelle Notre-Dame-du-temple dite aussi de la Croix de Pléboulle                       |
| Chapelle du Créhac'h                                                                    | Plédran                           |         | 48° 28′ 11″ nord, 2° 45′ 39″ ouest | « PA00089400 » | Inscrit MH Dallage                                                                               | 1926 | Chapelle du Créhac'h                                                                    |
| Chapelle Saint-Nicolas de Craffault                                                     | Plédran                           |         | 48° 26′ 54″ nord, 2° 47′ 13″ ouest | « PA00089401 » | Inscrit MH                                                                                       | 1964 | Chapelle Saint-Nicolas de Craffault                                                     |
| Chapelle du Saint-Esprit de Saint-Esprit-des-Bois                                       | Plédéliac                         |         | 48° 27′ 25″ nord, 2° 21′ 18″ ouest | « IA22000128 » |                                                                                                  |      | Chapelle du Saint-Esprit de Saint-Esprit-des-Bois                                       |
| Chapelle Saint-Michel de Pléhédel                                                       | Pléhédel                          |         | 48° 41′ 07″ nord, 2° 59′ 28″ ouest |                |                                                                                                  |      | Chapelle Saint-Michel de Pléhédel                                                       |
| Chapelle Saint-Samson du Roscoat                                                        | Pléhédel                          |         | 48° 42′ 56″ nord, 3° 00′ 49″ ouest |                |                                                                                                  |      | Image manquante Téléverser                                                              |
| Chapelle Notre-Dame de la Croix de Plélauff                                             | Plélauff                          |         | 48° 12′ 18″ nord, 3° 12′ 30″ ouest | « PA00089406 » | Inscrit MH                                                                                       | 1925 | Chapelle Notre-Dame de la Croix de Plélauff                                             |
| Chapelle Saint-Blaise de Saint-Blaise (Côtes-d'Armor)                                   | Plélo                             |         | 48° 32′ 33″ nord, 2° 55′ 58″ ouest |                |                                                                                                  |      | Image manquante Téléverser                                                              |
| Chapelle Saint-Nicolas de Saint Nicolas (Côtes-d'Armor)                                 | Plélo                             |         | 48° 32′ 51″ nord, 2° 53′ 42″ ouest |                |                                                                                                  |      | Image manquante Téléverser                                                              |
| Chapelle Saint-Lubin de Plémet                                                          | Plémet                            |         | 48° 11′ 31″ nord, 2° 36′ 37″ ouest | « PA00089407 » | Inscrit MH                                                                                       | 1925 | Chapelle Saint-Lubin de Plémet                                                          |
| Chapelle Saint-Éloi du Vaublanc                                                         | Plémet                            |         | 48° 12′ 42″ nord, 2° 37′ 42″ ouest |                |                                                                                                  |      | Image manquante Téléverser                                                              |
| Chapelle Saint-Jacques de Menguet                                                       | Plémet                            |         | 48° 09′ 52″ nord, 2° 33′ 31″ ouest |                |                                                                                                  |      | Image manquante Téléverser                                                              |
| Chapelle Saint-Sauveur de Saint-Sauveur-le-Bas                                          | Plémet                            |         | 48° 10′ 03″ nord, 2° 38′ 02″ ouest |                |                                                                                                  |      | Image manquante Téléverser                                                              |
| Chapelle du Vaublanc                                                                    | Plémet                            |         | 48° 12′ 47″ nord, 2° 37′ 38″ ouest |                |                                                                                                  |      | Image manquante Téléverser                                                              |
| Chapelle Saint-Laurent de Plémy                                                         | Plémy                             |         | 48° 21′ 06″ nord, 2° 42′ 25″ ouest |                |                                                                                                  |      | Chapelle Saint-Laurent de Plémy                                                         |
| Chapelle Notre-Dame du Val-André                                                        | Pléneuf-Val-André                 |         | 48° 35′ 26″ nord, 2° 33′ 09″ ouest |                |                                                                                                  |      | Chapelle Notre-Dame du Val-André                                                        |
| Chapelle Saint-Mathurin-Saint-Briac de Saint-Mathurin                                   | Pléneuf-Val-André                 |         | 48° 35′ 51″ nord, 2° 30′ 37″ ouest |                |                                                                                                  |      | Image manquante Téléverser                                                              |
| Chapelle Notre-Dame-de-la-Garde de Dahouët                                              | Pléneuf-Val-André                 |         | 48° 34′ 51″ nord, 2° 33′ 34″ ouest | « IA22001887 » |                                                                                                  |      | Chapelle Notre-Dame-de-la-Garde de Dahouët                                              |
| Chapelle Notre-Dame-des-Victoires de Val-André                                          | Pléneuf-Val-André                 |         | 48° 35′ 17″ nord, 2° 33′ 08″ ouest | « IA22001947 » |                                                                                                  |      | Chapelle Notre-Dame-des-Victoires de Val-André                                          |
| Chapelle de Saint-Mirel                                                                 | Plénée-Jugon                      |         | 48° 20′ 55″ nord, 2° 27′ 25″ ouest |                |                                                                                                  |      | Chapelle de Saint-Mirel                                                                 |
| Chapelle de la Vierge d'Argantel                                                        | Plérin                            |         | 48° 33′ 11″ nord, 2° 44′ 28″ ouest |                |                                                                                                  |      | Image manquante Téléverser                                                              |
| Chapelle du Saint-Esprit du Sépulcre                                                    | Plérin                            |         | 48° 32′ 28″ nord, 2° 49′ 54″ ouest |                |                                                                                                  |      | Image manquante Téléverser                                                              |
| Chapelle Notre-Dame-du-Bon-Repos de Plérin                                              | Plérin                            |         | 48° 31′ 34″ nord, 2° 45′ 42″ ouest |                |                                                                                                  |      | Image manquante Téléverser                                                              |
| Chapelle Saint-Éloi de Saint-Éloy                                                       | Plérin                            |         | 48° 33′ 34″ nord, 2° 46′ 29″ ouest |                |                                                                                                  |      | Image manquante Téléverser                                                              |
| Chapelle Saint-Maudez du Petit Couvran                                                  | Plérin                            |         | 48° 31′ 52″ nord, 2° 44′ 18″ ouest |                |                                                                                                  |      | Image manquante Téléverser                                                              |
| Chapelle Saint-Yves de Plésidy                                                          | Plésidy                           |         | 48° 26′ 52″ nord, 3° 07′ 11″ ouest | « PA00089419 » | Inscrit MH                                                                                       | 1926 | Chapelle Saint-Yves de Plésidy                                                          |
| Chapelle de la Trinité de Plésidy                                                       | Plésidy                           |         | 48° 26′ 59″ nord, 3° 07′ 43″ ouest |                |                                                                                                  |      | Chapelle de la Trinité de Plésidy                                                       |
| Chapelle Saint-Alor de Saint-Alor                                                       | Plésidy                           |         | 48° 27′ 33″ nord, 3° 07′ 22″ ouest |                |                                                                                                  |      | Image manquante Téléverser                                                              |
| Chapelle du manoir de la Roche Lossoie de Plévenon                                      | Plévenon                          |         | 48° 39′ 33″ nord, 2° 18′ 16″ ouest |                |                                                                                                  |      | Image manquante Téléverser                                                              |
| Chapelle Saint-Michel de Fort-la-Latte                                                  | Plévenon                          |         | 48° 40′ 06″ nord, 2° 17′ 07″ ouest |                |                                                                                                  |      | Chapelle Saint-Michel de Fort-la-Latte                                                  |
| Chapelle oratoire du père Maunoir de Plévin                                             | Plévin                            |         | 48° 13′ 37″ nord, 3° 30′ 12″ ouest |                |                                                                                                  |      | Chapelle oratoire du père Maunoir de Plévin                                             |
| Chapelle Sainte-Anne des Barrières                                                      | Plévin                            |         | 48° 13′ 22″ nord, 3° 30′ 24″ ouest | « IA00004448 » |                                                                                                  |      | Image manquante Téléverser                                                              |
| Chapelle Saint-Jean de Plévin                                                           | Plévin                            |         | 48° 12′ 43″ nord, 3° 29′ 49″ ouest | « IA00003732 » |                                                                                                  |      | Image manquante Téléverser                                                              |
| Chapelle Saint-Abibon de Plévin                                                         | Plévin                            |         | 48° 13′ 50″ nord, 3° 29′ 45″ ouest | « IA00003733 » |                                                                                                  |      | Image manquante Téléverser                                                              |
| Chapelle Saint-Just de Saint-Just (Côtes-d'Armor)                                       | Plœuc-L'Hermitage                 |         | 48° 19′ 05″ nord, 2° 44′ 09″ ouest |                |                                                                                                  |      | Image manquante Téléverser                                                              |
| Chapelle Notre-Dame-du-Paradis de Pommerit-le-Vicomte                                   | Pommerit-le-Vicomte               |         | 48° 36′ 21″ nord, 3° 04′ 32″ ouest | « PA00089536 » | Classé MH                                                                                        | 1912 | Chapelle Notre-Dame-du-Paradis de Pommerit-le-Vicomte                                   |
| Chapelle Notre-Dame de Folgoat                                                          | Pommerit-le-Vicomte               |         | 48° 36′ 18″ nord, 3° 08′ 00″ ouest |                |                                                                                                  |      | Image manquante Téléverser                                                              |
| Chapelle Notre-Dame du Vaudic                                                           | Pordic                            |         | 48° 35′ 05″ nord, 2° 51′ 05″ ouest |                |                                                                                                  |      | Image manquante Téléverser                                                              |
| Chapelle Sainte-Anne des Sept Fontaines                                                 | Pordic                            |         | 48° 33′ 04″ nord, 2° 52′ 02″ ouest |                |                                                                                                  |      | Image manquante Téléverser                                                              |
| Chapelle Notre-Dame-de-la-Garde de la Croix-Guingard                                    | Pordic                            |         | 48° 34′ 21″ nord, 2° 49′ 19″ ouest | « IA22012809 » |                                                                                                  |      | Chapelle Notre-Dame-de-la-Garde de la Croix-Guingard                                    |
| Chapelle Sainte-Anne de Prat                                                            | Prat                              |         | 48° 40′ 05″ nord, 3° 18′ 51″ ouest |                |                                                                                                  |      | Chapelle Sainte-Anne de Prat                                                            |
| Chapelle Notre-Dame-de-Lorette de Pédernec                                              | Pédernec                          |         | 48° 35′ 39″ nord, 3° 16′ 22″ ouest | « PA00089366 » | Inscrit MH                                                                                       | 1928 | Chapelle Notre-Dame-de-Lorette de Pédernec                                              |
| Chapelle Saint-Hervé du Ménez-Bré                                                       | Pédernec                          |         | 48° 34′ 35″ nord, 3° 18′ 28″ ouest | « PA00089367 » | Classé MH                                                                                        | 1962 | Chapelle Saint-Hervé du Ménez-Bré                                                       |
| Chapelle Sainte-Anne de Saint-Conéry                                                    | Pédernec                          |         | 48° 35′ 41″ nord, 3° 19′ 15″ ouest | « IA00002942 » |                                                                                                  |      | Image manquante Téléverser                                                              |
| Chapelle Saint-Vincent-et-Saint-Nicodème de Kerrouan                                    | Pédernec                          |         | 48° 34′ 21″ nord, 3° 15′ 32″ ouest |                |                                                                                                  |      | Image manquante Téléverser                                                              |
| Chapelle du château de la Houssaye de Quessoy                                           | Quessoy                           |         | 48° 26′ 00″ nord, 2° 42′ 12″ ouest |                |                                                                                                  |      | Chapelle du château de la Houssaye de Quessoy                                           |
| Chapelle Sainte-Anne de la Roche Rousse                                                 | Quessoy                           |         | 48° 25′ 45″ nord, 2° 39′ 32″ ouest |                |                                                                                                  |      | Image manquante Téléverser                                                              |
| Chapelle des Ursulines de Quintin                                                       | Quintin                           |         | 48° 24′ 20″ nord, 2° 54′ 36″ ouest | « PA00089551 » | Inscrit MH                                                                                       | 1986 | Chapelle des Ursulines de Quintin                                                       |
| Chapelle Saint-Yves de Quintin                                                          | Quintin                           |         | 48° 24′ 19″ nord, 2° 54′ 35″ ouest |                |                                                                                                  |      | Chapelle Saint-Yves de Quintin                                                          |
| Chapelle Sainte-Anne-du-Rocher de Quévert                                               | Quévert                           |         | 48° 27′ 13″ nord, 2° 04′ 05″ ouest |                |                                                                                                  |      | Chapelle Sainte-Anne-du-Rocher de Quévert                                               |
| Chapelle Saint-Dogmaël de Rospez                                                        | Rospez                            |         | 48° 43′ 53″ nord, 3° 24′ 20″ ouest |                |                                                                                                  |      | Chapelle Saint-Dogmaël de Rospez                                                        |
| Chapelle de Locmaria de Rostrenen                                                       | Rostrenen                         |         | 48° 13′ 41″ nord, 3° 18′ 25″ ouest | « PA00089570 » | Inscrit MH                                                                                       | 1964 | Chapelle de Locmaria de Rostrenen                                                       |
| Chapelle Saint-Jacques de Rostrenen                                                     | Rostrenen                         |         | 48° 14′ 07″ nord, 3° 19′ 18″ ouest | « PA00089571 » | Classé MH                                                                                        | 1909 | Chapelle Saint-Jacques de Rostrenen                                                     |
| Chapelle Notre-Dame de Hirel                                                            | Ruca                              |         | 48° 34′ 01″ nord, 2° 20′ 18″ ouest | « PA00089575 » | Inscrit MH                                                                                       | 1953 | Chapelle Notre-Dame de Hirel                                                            |
| Chapelle du Lézard                                                                      | Saint-Adrien                      |         | 48° 28′ 53″ nord, 3° 09′ 01″ ouest | « IA00003221 » |                                                                                                  |      | Chapelle du Lézard                                                                      |
| Chapelle Saint-Jacques-le-Majeur de Saint-Alban                                         | Saint-Alban                       |         | 48° 33′ 43″ nord, 2° 30′ 20″ ouest | « PA00089579 » | Classé MH                                                                                        | 1912 | Chapelle Saint-Jacques-le-Majeur de Saint-Alban                                         |
| Chapelle Saint-Eutrope de Saint-Eutrope                                                 | Saint-Brandan                     |         | 48° 23′ 28″ nord, 2° 54′ 24″ ouest |                |                                                                                                  |      | Image manquante Téléverser                                                              |
| Chapelle Notre-Dame-de-la-Fontaine de Saint-Brieuc                                      | Saint-Brieuc                      |         | 48° 30′ 59″ nord, 2° 46′ 08″ ouest |                |                                                                                                  |      | Chapelle Notre-Dame-de-la-Fontaine de Saint-Brieuc                                      |
| Chapelle de la Providence de Saint-Brieuc                                               | Saint-Brieuc                      |         | 48° 30′ 44″ nord, 2° 45′ 44″ ouest |                |                                                                                                  |      | Image manquante Téléverser                                                              |
| Chapelle du collège Anatole Le Braz de Saint-Brieuc                                     | Saint-Brieuc                      |         | à géolocaliser                     |                |                                                                                                  |      | Image manquante Téléverser                                                              |
| Chapelle Saint-Guillaume de Saint-Brieuc                                                | Saint-Brieuc                      |         | 48° 30′ 43″ nord, 2° 45′ 32″ ouest |                |                                                                                                  |      | Chapelle Saint-Guillaume de Saint-Brieuc                                                |
| Chapelle Saint-Laurent de Saint-Laurent (Côtes-d'Armor)                                 | Saint-Caradec                     |         | 48° 11′ 33″ nord, 2° 51′ 56″ ouest |                |                                                                                                  |      | Image manquante Téléverser                                                              |
| Chapelle Notre-Dame-du-Bon-Secours de Saint-Marcel                                      | Saint-Caradec                     |         | 48° 10′ 30″ nord, 2° 50′ 00″ ouest | « IA22003469 » |                                                                                                  |      | Image manquante Téléverser                                                              |
| Chapelle Saint-Quidic de Saint-Quidic                                                   | Saint-Caradec                     |         | 48° 10′ 55″ nord, 2° 53′ 16″ ouest | « IA22003471 » |                                                                                                  |      | Image manquante Téléverser                                                              |
| Chapelle Sainte-Blanche de Saint-Cast                                                   | Saint-Cast-le-Guildo              |         | 48° 38′ 14″ nord, 2° 15′ 20″ ouest |                |                                                                                                  |      | Chapelle Sainte-Blanche de Saint-Cast                                                   |
| Chapelle Notre-Dame-des-Victoires de Saint-Cast-le-Guildo                               | Saint-Cast-le-Guildo              |         | 48° 37′ 34″ nord, 2° 15′ 01″ ouest | « IA22000400 » |                                                                                                  |      | Chapelle Notre-Dame-des-Victoires de Saint-Cast-le-Guildo                               |
| Chapelle Notre-Dame de Clérin                                                           | Saint-Clet                        |         | 48° 38′ 57″ nord, 3° 08′ 11″ ouest | « IA00004067 » |                                                                                                  |      | Chapelle Notre-Dame de Clérin                                                           |
| Chapelle Notre-Dame du Logou                                                            | Saint-Connan                      |         | 48° 25′ 03″ nord, 3° 07′ 11″ ouest | « IA00004192 » |                                                                                                  |      | Chapelle Notre-Dame du Logou                                                            |
| Chapelle seigneuriale Saint-Laurent de Saint-Gilles-Pligeaux                            | Saint-Gilles-Pligeaux             |         | 48° 22′ 49″ nord, 3° 05′ 45″ ouest | « PA00089621 » | Classé MH                                                                                        | 1979 | Chapelle seigneuriale Saint-Laurent de Saint-Gilles-Pligeaux                            |
| Chapelle Notre-Dame-de-Clarté de Saint-Gilles-Pligeaux                                  | Saint-Gilles-Pligeaux             |         | 48° 23′ 21″ nord, 3° 05′ 25″ ouest | « IA00004262 » |                                                                                                  |      | Chapelle Notre-Dame-de-Clarté de Saint-Gilles-Pligeaux                                  |
| Chapelle Saint-Gildas-du-Pré de Saint-Gildas                                            | Saint-Gilles-Pligeaux             |         | 48° 23′ 42″ nord, 3° 03′ 18″ ouest | « IA00004254 » |                                                                                                  |      | Image manquante Téléverser                                                              |
| Chapelle Saint-Yves de Coët Dréno                                                       | Saint-Gilles-Vieux-Marché         |         | 48° 16′ 03″ nord, 2° 57′ 41″ ouest |                |                                                                                                  |      | Image manquante Téléverser                                                              |
| Chapelle Sainte-Anne de Saint-Gilles-les-Bois                                           | Saint-Gilles-les-Bois             |         | 48° 39′ 04″ nord, 3° 06′ 10″ ouest |                |                                                                                                  |      | Image manquante Téléverser                                                              |
| Chapelle Saint-Guignan de Saint-Jean-Kerdaniel                                          | Saint-Jean-Kerdaniel              |         | 48° 33′ 01″ nord, 3° 01′ 59″ ouest |                |                                                                                                  |      | Image manquante Téléverser                                                              |
| Chapelle du château du Fournet                                                          | Saint-Judoce                      |         | 48° 22′ 54″ nord, 1° 56′ 47″ ouest |                |                                                                                                  |      | Image manquante Téléverser                                                              |
| Chapelle Saint-Gilles de Saint-Gilles (Côtes-d'Armor)                                   | Saint-Julien                      |         | 48° 26′ 17″ nord, 2° 49′ 18″ ouest |                |                                                                                                  |      | Image manquante Téléverser                                                              |
| Chapelle Notre-Dame, dite aussi chapelle de Courlaye de Carragat                        | Saint-Juvat                       |         | 48° 22′ 43″ nord, 2° 02′ 31″ ouest |                |                                                                                                  |      | Image manquante Téléverser                                                              |
| Chapelle Notre-Dame, dite aussi chapelle de Courlaye de Carragat                        | Saint-Juvat                       |         | 48° 22′ 43″ nord, 2° 02′ 31″ ouest |                |                                                                                                  |      | Image manquante Téléverser                                                              |
| Chapelle Notre-Dame-de-Bon-Secours de La Bruyère                                        | Saint-Launeuc                     |         | 48° 14′ 40″ nord, 2° 20′ 20″ ouest | « PA00089639 » | Inscrit MH Façades et toitures                                                                   | 1969 | Chapelle Notre-Dame-de-Bon-Secours de La Bruyère                                        |
| Chapelle du château de Largentaye                                                       | Saint-Lormel                      |         | 48° 32′ 30″ nord, 2° 13′ 18″ ouest |                |                                                                                                  |      | Image manquante Téléverser                                                              |
| Chapelle Sainte-Barbe de la Porte-aux-Moines                                            | Saint-Martin-des-Prés             |         | 48° 17′ 32″ nord, 2° 56′ 35″ ouest |                |                                                                                                  |      | Image manquante Téléverser                                                              |
| Chapelle Saint-Jean de Saint-Martin-des-Prés                                            | Saint-Martin-des-Prés             |         | 48° 18′ 32″ nord, 2° 55′ 49″ ouest |                |                                                                                                  |      | Image manquante Téléverser                                                              |
| Chapelle Saint-Roch de la Ville-Morvan                                                  | Saint-Martin-des-Prés             |         | 48° 18′ 53″ nord, 2° 57′ 17″ ouest |                |                                                                                                  |      | Image manquante Téléverser                                                              |
| Chapelle Notre-Dame-de-Délivrance de Cléhunault                                         | Saint-Martin-des-Prés             |         | 48° 19′ 21″ nord, 2° 57′ 12″ ouest |                |                                                                                                  |      | Chapelle Notre-Dame-de-Délivrance de Cléhunault                                         |
| Chapelle de la Trinité de Bel-Air                                                       | Saint-Mayeux                      |         | 48° 14′ 00″ nord, 3° 00′ 18″ ouest |                |                                                                                                  |      | Chapelle de la Trinité de Bel-Air                                                       |
| Chapelle Saint-Maurice de Saint-Maurice (Côtes-d'Armor)                                 | Saint-Mayeux                      |         | 48° 16′ 49″ nord, 3° 00′ 17″ ouest |                |                                                                                                  |      | Image manquante Téléverser                                                              |
| Chapelle Saint-Éloi de Saint-Nicolas-du-Pélem                                           | Saint-Nicolas-du-Pélem            |         | 48° 18′ 23″ nord, 3° 08′ 23″ ouest | « PA00089648 » | Classé MH                                                                                        | 1909 | Chapelle Saint-Éloi de Saint-Nicolas-du-Pélem                                           |
| Chapelle Notre-Dame du Ruellou                                                          | Saint-Nicolas-du-Pélem            |         | 48° 18′ 47″ nord, 3° 09′ 52″ ouest | « IA00004271 » |                                                                                                  |      | Chapelle Notre-Dame du Ruellou                                                          |
| Chapelle Saint-Gildas de Logueltas                                                      | Saint-Nicolas-du-Pélem            |         | 48° 21′ 07″ nord, 3° 08′ 17″ ouest |                |                                                                                                  |      | Image manquante Téléverser                                                              |
| Chapelle Notre-Dame-d'Avaugour                                                          | Saint-Péver                       |         | 48° 29′ 31″ nord, 3° 07′ 01″ ouest | « PA00089653 » | Classé MH                                                                                        | 1957 | Chapelle Notre-Dame-d'Avaugour                                                          |
| Chapelle Notre-Dame de Restudo                                                          | Saint-Péver                       |         | 48° 28′ 14″ nord, 3° 05′ 31″ ouest | « PA00089654 » | Classé MH                                                                                        | 1954 | Chapelle Notre-Dame de Restudo                                                          |
| Chapelle Notre-Dame-de-la-Garde de Kertugal                                             | Saint-Quay-Portrieux              |         | 48° 39′ 29″ nord, 2° 51′ 08″ ouest |                |                                                                                                  |      | Chapelle Notre-Dame-de-la-Garde de Kertugal                                             |
| Chapelle Sainte-Anne de Portrieux                                                       | Saint-Quay-Portrieux              |         | 48° 38′ 51″ nord, 2° 49′ 42″ ouest |                |                                                                                                  |      | Chapelle Sainte-Anne de Portrieux                                                       |
| Chapelle Saint-Joseph de Saint-Quay-Portrieux                                           | Saint-Quay-Portrieux              |         | 48° 39′ 13″ nord, 2° 50′ 10″ ouest |                |                                                                                                  |      | Image manquante Téléverser                                                              |
| Chapelle du Chatelier                                                                   | Saint-Samson-sur-Rance            |         | 48° 29′ 54″ nord, 1° 59′ 44″ ouest |                |                                                                                                  |      | Image manquante Téléverser                                                              |
| Chapelle de Burthulet                                                                   | Saint-Servais                     |         | 48° 24′ 12″ nord, 3° 21′ 11″ ouest | « PA00089657 » | Classé MH                                                                                        | 1968 | Chapelle de Burthulet                                                                   |
| Chapelle des Saints-Anges-Gardiens des Saints-Anges                                     | Saint-Thélo                       |         | 48° 14′ 07″ nord, 2° 49′ 45″ ouest |                |                                                                                                  |      | Image manquante Téléverser                                                              |
| Chapelle de Kermaria                                                                    | Squiffiec                         |         | 48° 38′ 38″ nord, 3° 11′ 23″ ouest | « PA00089663 » | Inscrit MH                                                                                       | 1927 | Chapelle de Kermaria                                                                    |
| Chapelle Notre-Dame de Kerrivoalan                                                      | Tonquédec                         |         | 48° 39′ 34″ nord, 3° 25′ 15″ ouest |                |                                                                                                  |      | Image manquante Téléverser                                                              |
| Chapelle Saint-Antoine de Tressignaux                                                   | Tressignaux                       |         | 48° 36′ 21″ nord, 2° 58′ 04″ ouest | « PA00089736 » | Classé MH                                                                                        | 1913 | Chapelle Saint-Antoine de Tressignaux                                                   |
| Chapelle de la Trinité de la Trinité                                                    | Tressignaux                       |         | 48° 35′ 53″ nord, 2° 58′ 39″ ouest |                |                                                                                                  |      | Image manquante Téléverser                                                              |
| Chapelle Saint-Yves de Tressignaux                                                      | Tressignaux                       |         | 48° 37′ 01″ nord, 2° 59′ 07″ ouest |                |                                                                                                  |      | Image manquante Téléverser                                                              |
| Chapelle Sainte-Anne de Troguéry                                                        | Troguéry                          |         | 48° 46′ 03″ nord, 3° 13′ 21″ ouest |                |                                                                                                  |      | Chapelle Sainte-Anne de Troguéry                                                        |
| Chapelle de Penvern                                                                     | Trébeurden                        |         | 48° 47′ nord, 3° 33′ ouest         | « PA00089671 » | Inscrit MH                                                                                       | 1930 | Chapelle de Penvern                                                                     |
| Chapelle Notre-Dame de Bonne-Nouvelle de Trébeurden                                     | Trébeurden                        |         | 48° 46′ 26″ nord, 3° 34′ 35″ ouest | « PA00089670 » | Inscrit MH                                                                                       | 1952 | Chapelle Notre-Dame de Bonne-Nouvelle de Trébeurden                                     |
| Chapelle du Christ de Christ                                                            | Trébeurden                        |         | 48° 46′ 20″ nord, 3° 33′ 59″ ouest |                |                                                                                                  |      | Image manquante Téléverser                                                              |
| Chapelle Notre-Dame-de-la-Clarté de Loconan                                             | Trébrivan                         |         | 48° 19′ 14″ nord, 3° 28′ 59″ ouest |                |                                                                                                  |      | Image manquante Téléverser                                                              |
| Chapelle Sainte-Anne de Trébrivan                                                       | Trébrivan                         |         | 48° 18′ 27″ nord, 3° 28′ 34″ ouest | « IA00003745 » |                                                                                                  |      | Image manquante Téléverser                                                              |
| Chapelle Saint-Tugdual de Ladien                                                        | Trébrivan                         |         | 48° 17′ 41″ nord, 3° 28′ 16″ ouest |                |                                                                                                  |      | Image manquante Téléverser                                                              |
| Chapelle Notre-Dame-de-Bel-Air de Trébry                                                | Trébry                            |         | 48° 19′ 24″ nord, 2° 35′ 01″ ouest |                |                                                                                                  |      | Chapelle Notre-Dame-de-Bel-Air de Trébry                                                |
| Chapelle Notre-Dame-du-Haut de Trédaniel                                                | Trédaniel                         |         | 48° 20′ 59″ nord, 2° 37′ 18″ ouest |                |                                                                                                  |      | Chapelle Notre-Dame-du-Haut de Trédaniel                                                |
| Chapelle Saint-Nicolas de Kerhir                                                        | Trédarzec                         |         | 48° 46′ 29″ nord, 3° 12′ 30″ ouest | « PA00089676 » | Inscrit MH                                                                                       | 1964 | Chapelle Saint-Nicolas de Kerhir                                                        |
| Chapelle Notre-Dame de Traou Meur                                                       | Trédarzec                         |         | 48° 47′ 08″ nord, 3° 12′ 35″ ouest | « IA00004644 » |                                                                                                  |      | Image manquante Téléverser                                                              |
| Chapelle Saint-Votrom de Saint-Votrom                                                   | Trédarzec                         |         | 48° 48′ 51″ nord, 3° 11′ 50″ ouest | « IA00004643 » |                                                                                                  |      | Chapelle Saint-Votrom de Saint-Votrom                                                   |
| Chapelle Sainte-Agnès de Tréfumel                                                       | Tréfumel                          |         | 48° 20′ 14″ nord, 2° 01′ 47″ ouest | « IA00004820 » |                                                                                                  |      | Image manquante Téléverser                                                              |
| Chapelle Saint-Golgon de Trégastel                                                      | Trégastel                         |         | 48° 49′ 11″ nord, 3° 29′ 56″ ouest | « PA00089689 » | Inscrit MH                                                                                       | 1952 | Chapelle Saint-Golgon de Trégastel                                                      |
| Chapelle Sainte-Anne-des-Rochers de Trégastel                                           | Trégastel                         |         | 48° 49′ 38″ nord, 3° 30′ 43″ ouest | « IA22000380 » |                                                                                                  |      | Chapelle Sainte-Anne-des-Rochers de Trégastel                                           |
| Chapelle Saint-Mathurin de Saint-Mathurin                                               | Trégomeur                         |         | 48° 33′ 06″ nord, 2° 52′ 50″ ouest |                |                                                                                                  |      | Image manquante Téléverser                                                              |
| Chapelle Saint-Yves de Trégonneau                                                       | Trégonneau                        |         | 48° 36′ 38″ nord, 3° 09′ 55″ ouest |                |                                                                                                  |      | Image manquante Téléverser                                                              |
| Chapelle de Christ et croix de Trégrom                                                  | Trégrom                           |         | 48° 36′ 38″ nord, 3° 23′ 39″ ouest | « PA22000049 » | Inscrit MH                                                                                       | 2015 | Chapelle de Christ et croix de Trégrom                                                  |
| Chapelle Saint-Tugdual de Pabu                                                          | Tréguidel                         |         | 48° 35′ 54″ nord, 2° 55′ 51″ ouest |                |                                                                                                  |      | Image manquante Téléverser                                                              |
| Chapelle des Paulines de Tréguier                                                       | Tréguier                          |         | 48° 47′ 05″ nord, 3° 14′ 00″ ouest | « PA00089777 » | Inscrit MH                                                                                       | 1992 | Chapelle des Paulines de Tréguier                                                       |
| Chapelle du grand Séminaire de Tréguier                                                 | Tréguier                          |         | 48° 47′ 10″ nord, 3° 14′ 03″ ouest |                |                                                                                                  |      | Chapelle du grand Séminaire de Tréguier                                                 |
| Chapelle Notre-Dame de Tréguier                                                         | Tréguier                          |         | 48° 47′ 12″ nord, 3° 13′ 45″ ouest |                |                                                                                                  |      | Chapelle Notre-Dame de Tréguier                                                         |
| Chapelle Sainte-Marie-Madeleine de Tréguier                                             | Tréguier                          |         | 48° 47′ 09″ nord, 3° 13′ 51″ ouest |                |                                                                                                  |      | Image manquante Téléverser                                                              |
| Chapelle du couvent des Augustines de Tréguier                                          | Tréguier                          |         | 48° 47′ 09″ nord, 3° 13′ 51″ ouest |                |                                                                                                  |      | Chapelle du couvent des Augustines de Tréguier                                          |
| Chapelle Saint-Adrien ou Saint-Riec de Kériec                                           | Trélévern                         |         | 48° 48′ 52″ nord, 3° 22′ 11″ ouest |                |                                                                                                  |      | Image manquante Téléverser                                                              |
| Chapelle Saint-Maurice de Trémel                                                        | Trémel                            |         | 48° 35′ 20″ nord, 3° 35′ 51″ ouest |                |                                                                                                  |      | Image manquante Téléverser                                                              |
| Chapelle des Treize Chênes                                                              | Trémorel                          |         | 48° 12′ 42″ nord, 2° 16′ 50″ ouest |                |                                                                                                  |      | Image manquante Téléverser                                                              |
| Chapelle Saint-Jacques de Tréméven                                                      | Tréméven                          |         | 48° 40′ 43″ nord, 3° 02′ 28″ ouest | « PA00089734 » | Classé MH                                                                                        | 1909 | Chapelle Saint-Jacques de Tréméven                                                      |
| Chapelle Saint-Marc de Tréveneuc                                                        | Tréveneuc                         |         | 48° 39′ 59″ nord, 2° 51′ 18″ ouest | « IA22003863 » |                                                                                                  |      | Chapelle Saint-Marc de Tréveneuc                                                        |
| Chapelle Saint-Guénolé de Trévou-Tréguignec                                             | Trévou-Tréguignec                 |         | 48° 48′ 46″ nord, 3° 20′ 07″ ouest |                |                                                                                                  |      | Chapelle Saint-Guénolé de Trévou-Tréguignec                                             |
| Chapelle Saint-Pierre du Placis                                                         | Trévé                             |         | 48° 13′ 40″ nord, 2° 46′ 26″ ouest |                |                                                                                                  |      | Image manquante Téléverser                                                              |
| Chapelle Notre-Dame-de-Bonne-Nouvelle d'Uzel                                            | Uzel                              |         | 48° 17′ 11″ nord, 2° 50′ 07″ ouest | « IA22000018 » |                                                                                                  |      | Chapelle Notre-Dame-de-Bonne-Nouvelle d'Uzel                                            |
| Chapelle d'Yffiniac                                                                     | Yffiniac                          |         | 48° 29′ 07″ nord, 2° 40′ 34″ ouest |                |                                                                                                  |      | Image manquante Téléverser                                                              |
| Chapelle Saint-Laurent-des-Sept-Saints d'Yffiniac                                       | Yffiniac                          |         | 48° 27′ 28″ nord, 2° 43′ 12″ ouest | « IA22001740 » |                                                                                                  |      | Chapelle Saint-Laurent-des-Sept-Saints d'Yffiniac                                       |
| Chapelle du Calvaire d'Yvias                                                            | Yvias                             |         | 48° 43′ 07″ nord, 3° 03′ 18″ ouest |                |                                                                                                  |      | Image manquante Téléverser                                                              |
| Chapelle Saint-Firmin de Trélée                                                         | Yvignac-la-Tour                   |         | 48° 20′ 41″ nord, 2° 09′ 49″ ouest |                |                                                                                                  |      | Image manquante Téléverser                                                              |
| Chapelle Saint-Jean-Baptiste du Haut Lannouée                                           | Yvignac-la-Tour                   |         | 48° 23′ 11″ nord, 2° 09′ 19″ ouest |                |                                                                                                  |      | Image manquante Téléverser                                                              |
| Chapelle Notre-Dame des Rothouers d'Éréac                                               | Éréac                             |         | 48° 16′ 45″ nord, 2° 22′ 36″ ouest |                |                                                                                                  |      | Image manquante Téléverser                                                              |
| Chapelle Saint-Jean-Baptiste-et-Sainte-Anne du Châtelier                                | Éréac                             |         | 48° 15′ 46″ nord, 2° 20′ 21″ ouest |                |                                                                                                  |      | Image manquante Téléverser                                                              |
| Chapelle Notre-Dame de Keranroux                                                        | Île-de-Bréhat                     |         | 48° 51′ 18″ nord, 2° 59′ 54″ ouest |                |                                                                                                  |      | Chapelle Notre-Dame de Keranroux                                                        |
| Chapelle de Bréhat                                                                      | Île-de-Bréhat                     |         | à géolocaliser                     |                |                                                                                                  |      | Image manquante Téléverser                                                              |
| Chapelle Saint-Michel de Kermiquel                                                      | Île-de-Bréhat                     |         | 48° 50′ 54″ nord, 3° 00′ 25″ ouest |                |                                                                                                  |      | Chapelle Saint-Michel de Kermiquel                                                      |
| Chapelle Saint-Rion de Saint-Rion                                                       | Île-de-Bréhat                     |         | 48° 51′ 43″ nord, 2° 59′ 28″ ouest |                |                                                                                                  |      | Image manquante Téléverser                                                              |